# بورتريهات فينسنت فان جوخ

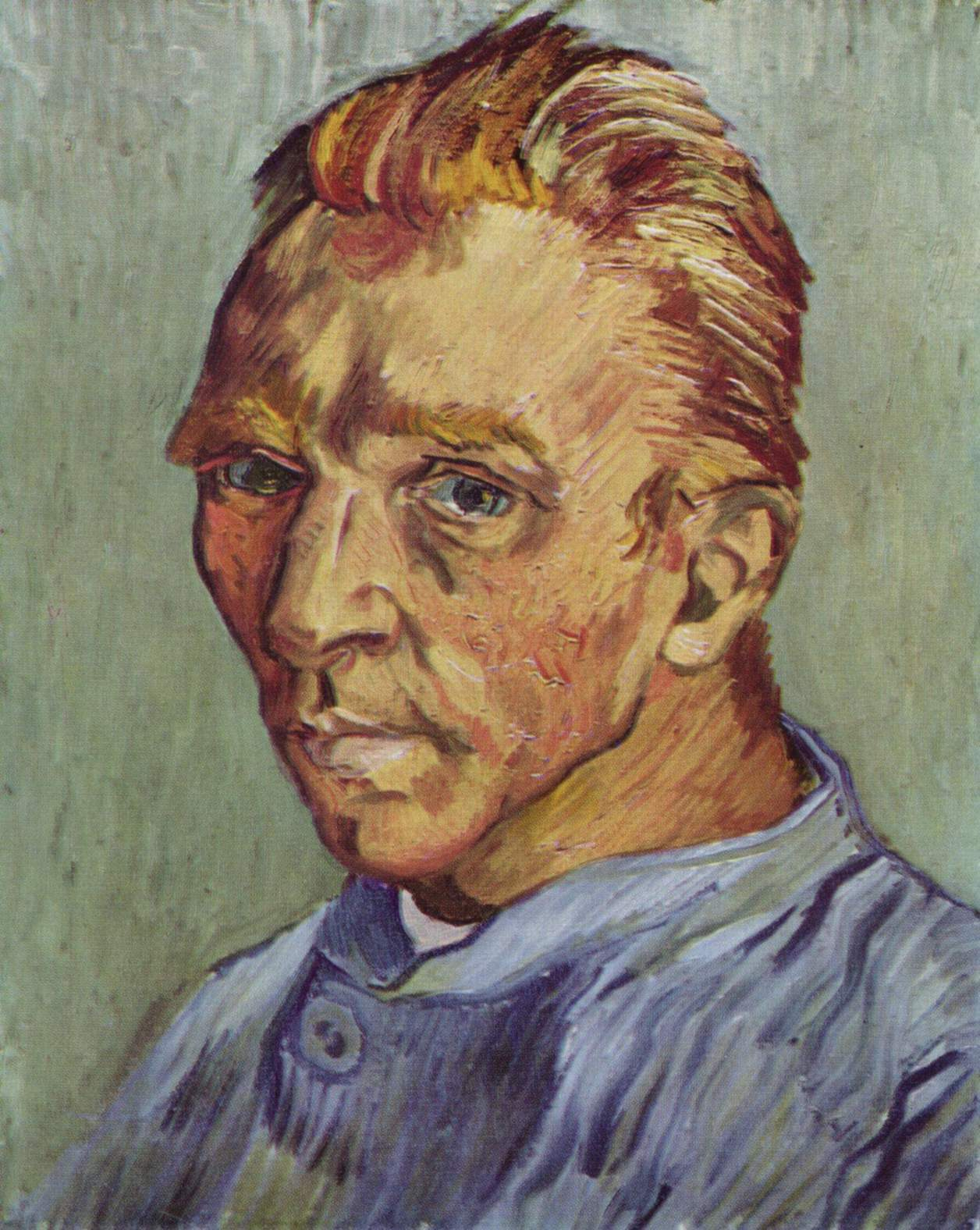
فنسنت فان جوخ ، صورة ذاتية بدون لحية ، ن سبتمبر 1889، (F 525)، زيت على قماش، 40 × 31 سم. ، مجموعة خاصة. ربما كانت هذه آخر صورة ذاتية لفان جوخ. تم تقديمها كهدية عيد ميلاد لوالدته.

تتضمن صور فنسنت فان جوخ (1853-1890) بورتريهات ذاتية، وصورًا له رسمها فنانون آخرون، وصورًا فوتوغرافية – إحداها مشكوك في صحتها – للفنان الهولندي. كانت العشرات من البورتريهات الذاتية التي رسمها فان جوخ جزءًا مهمًا من أعماله كرسام. وعلى الأرجح، فإن هذه الصور الذاتية تُظهر وجهه كما كان يبدو في المرآة التي استخدمها لرسم ملامحه، أي أن الجانب الأيمن في الصورة هو في الواقع الجانب الأيسر من وجهه.

## صور شخصية

### 1885
في 14 يوليو 2022، تم العثور على بورتريه ذاتي يُعتقد أنه أصلي لفنسنت فان جوخ تحت لوحته "رأس امرأة فلاحية" التي تعود لعام 1885. تم اكتشاف البورتريه من قبل ليزلي ستيفنسون، المحافظة الفنية في المعرض الوطني الاسكتلندي للفن الحديث، أثناء فحص بالأشعة السينية لأعمال المجموعة. تُظهر الصورة فان جوخ بلحية، مرتديًا قبعة ذات حافة ووشاحًا حول عنقه، مع ظهور واضح لأذنه اليسرى. اللوحة مخفية تحت طبقات من الورق المقوى والغراء، ويعمل الخبراء على إيجاد طرق لإزالتها للتحقق من صحتها. يُعتقد أن فان جوخ رسم هذا البورتريه بعد انتقاله إلى فرنسا، حيث تأثر بأسلوب الانطباعيين هناك، مما أسهم في تطوير أسلوبه الفني الأكثر حيوية وتعبيرًا والذي نال إعجابًا واسعًا. كان من عادة فان جوخ إعادة استخدام اللوحات أو الرسم على ظهرها لتوفير التكاليف. سيتم عرض صورة الأشعة السينية للبورتريه في معرض الأكاديمية الملكية الاسكتلندية في إدنبرة باستخدام صندوق ضوئي مصمم خصيصًا.

### باريس 1886
أول صورة شخصية لفان جوخ بقيت الى الآن يعود تاريخها إلى عام 1886.
- صورتان ذاتيتان وتفاصيل عديدة، رسم، باريس، 1886

 متحف فان جوخ ، أمستردام (F1378r)

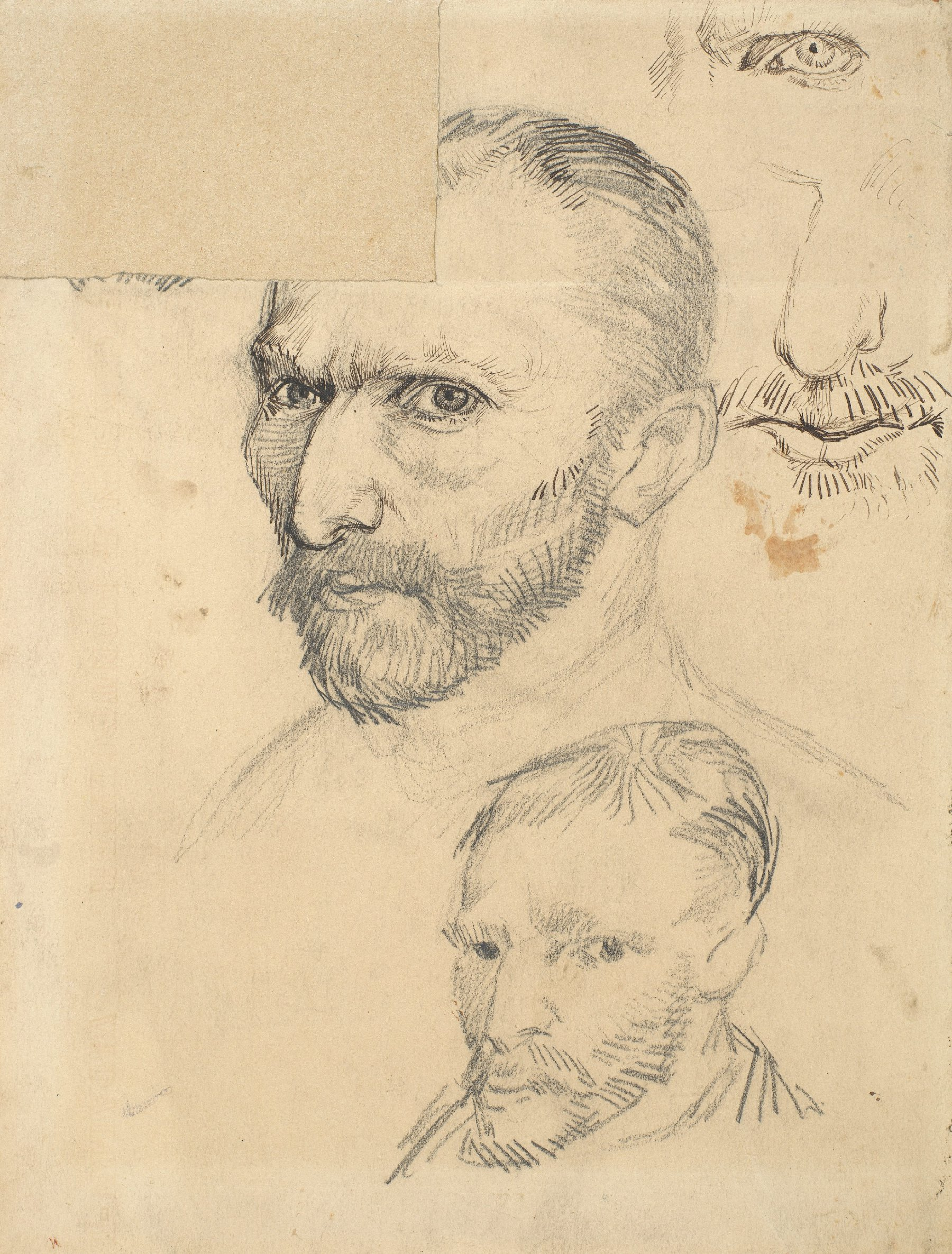
صورتان ذاتيتان وتفاصيل عديدة، رسم، باريس، 1886 متحف فان جوخ ، أمستردام (F1378r)
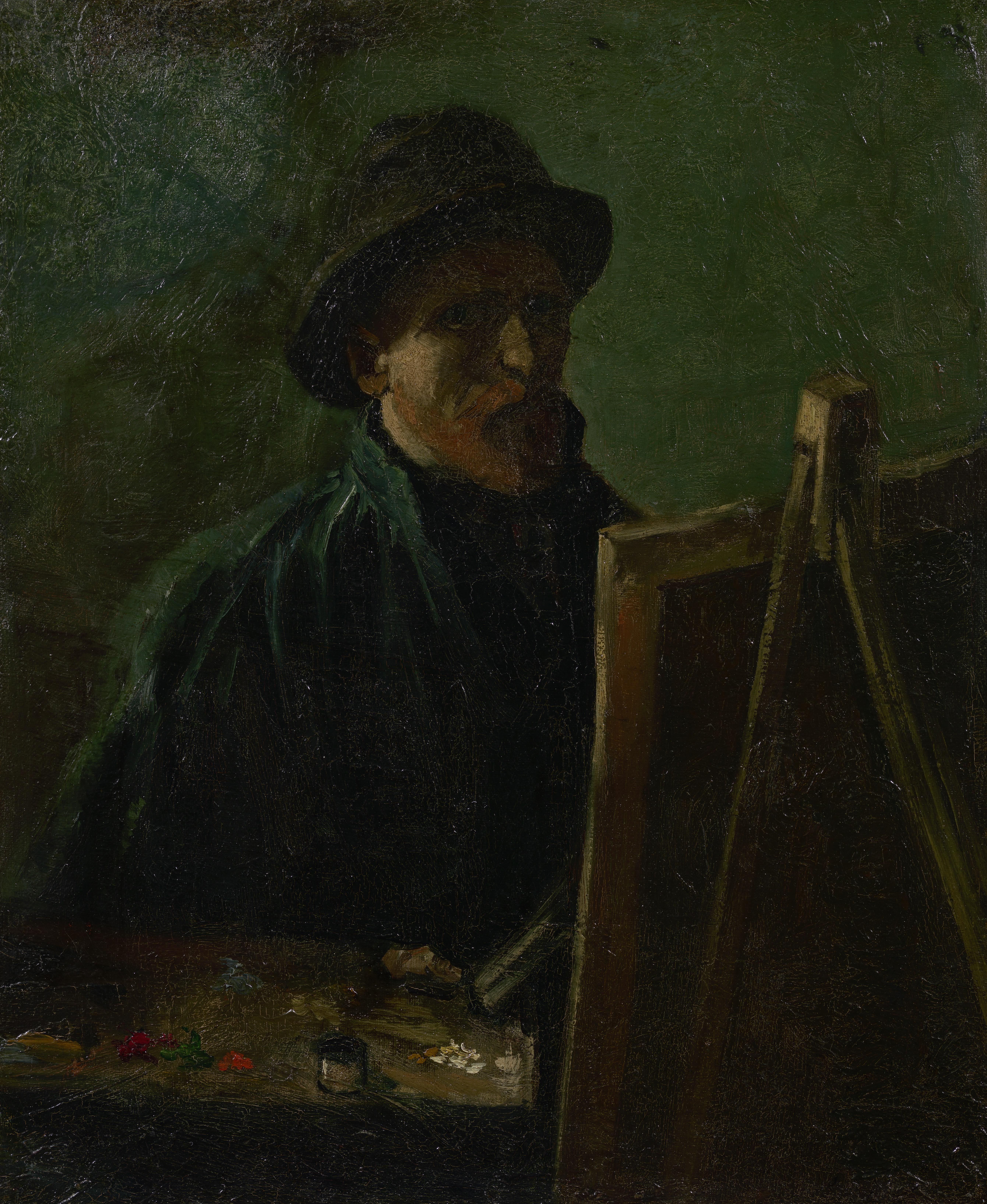
صورة ذاتية مع قبعة من اللباد الداكن على الحامل، 1886
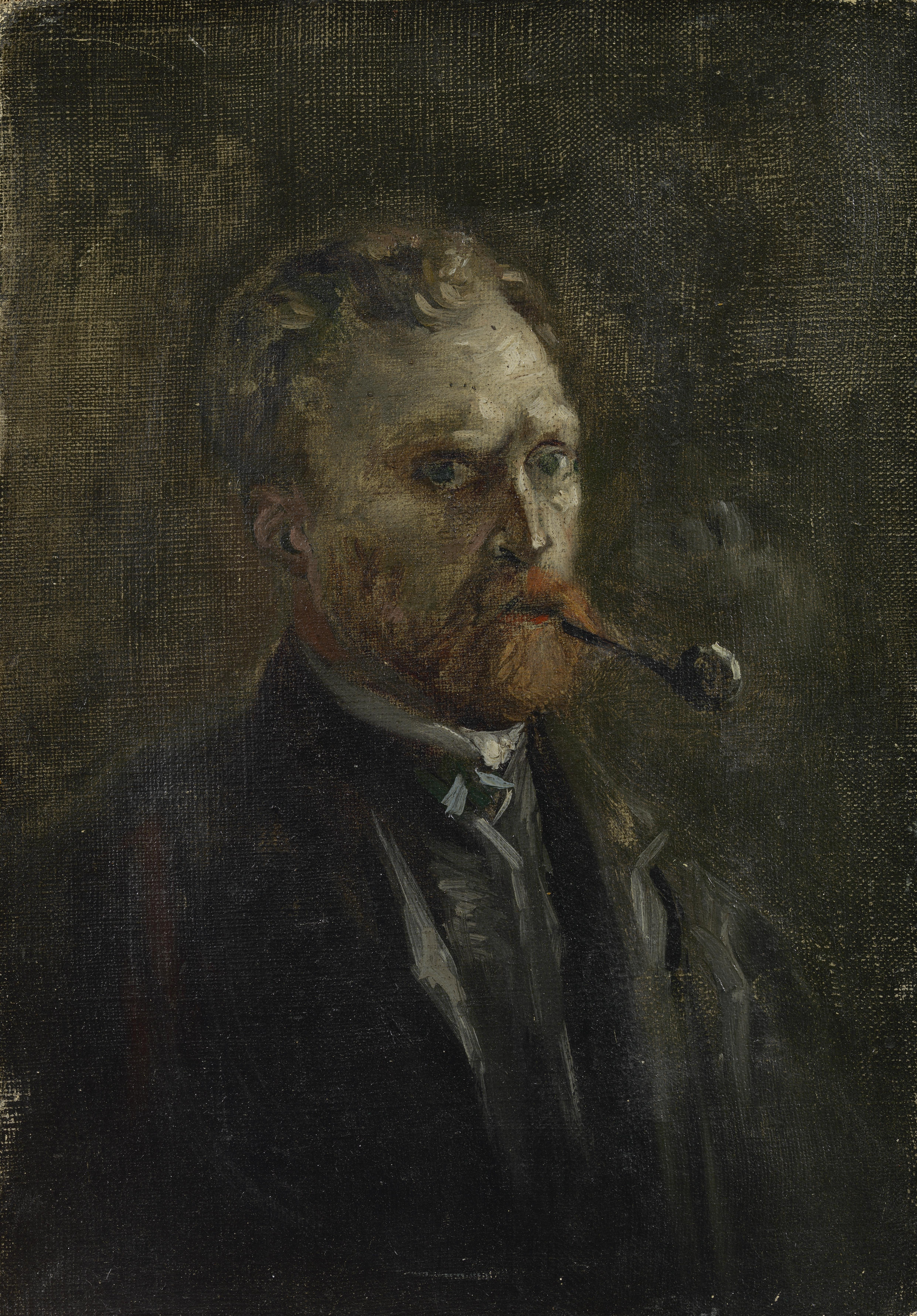
صورة ذاتية مع غليون ، 1886
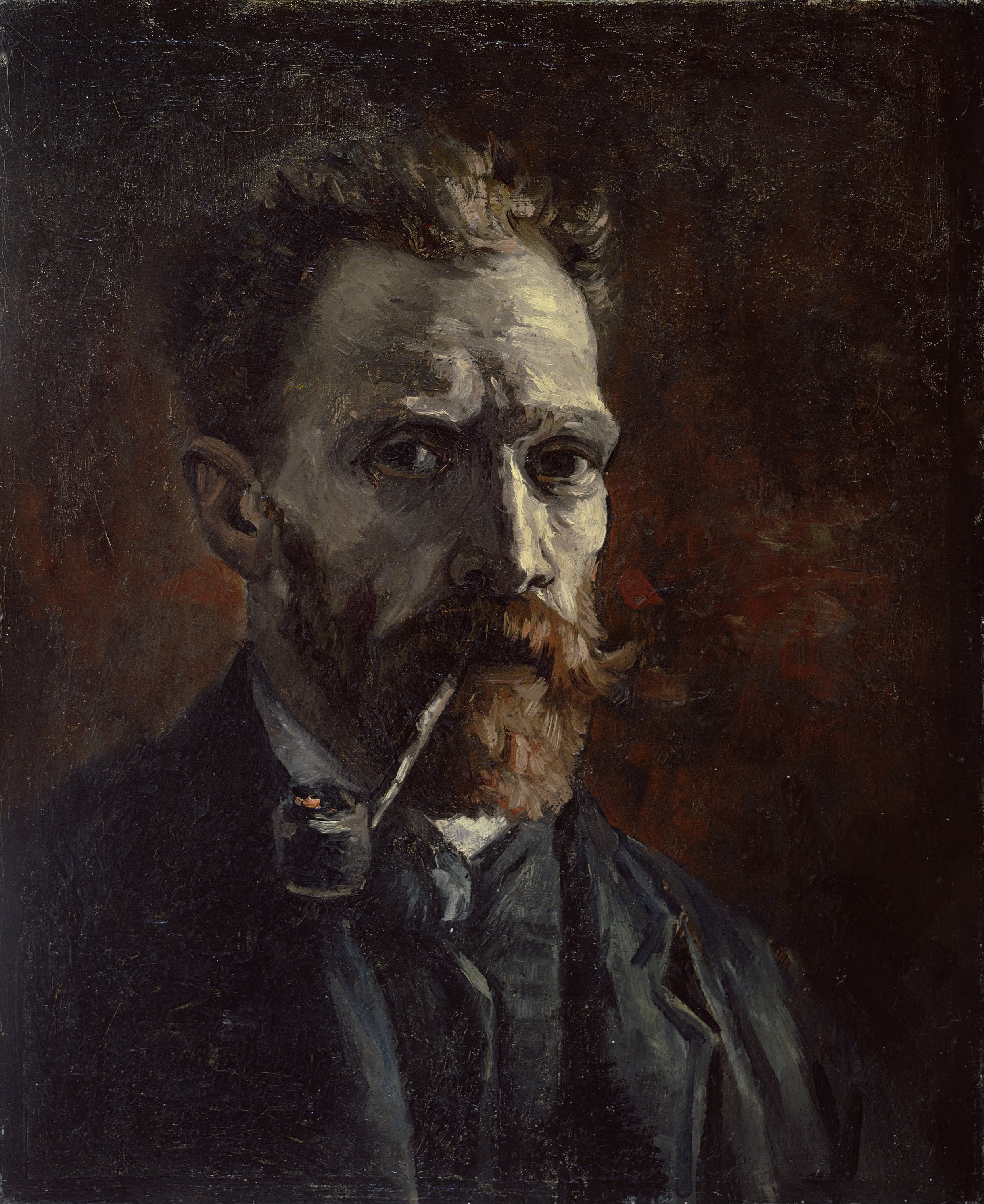
صورة ذاتية مع غليون ، 1886
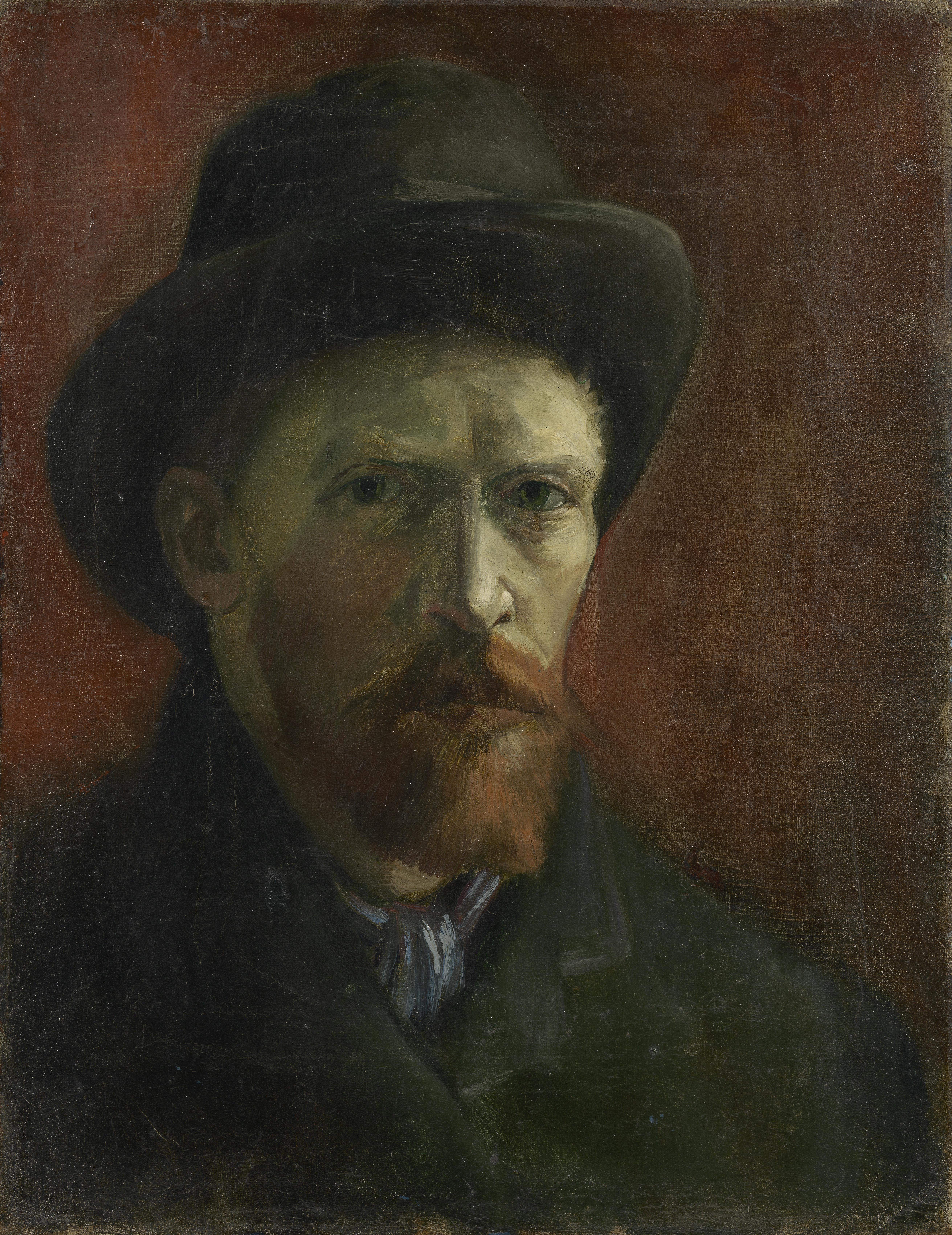
صورة ذاتية مع قبعة من اللباد الداكن ، 1886
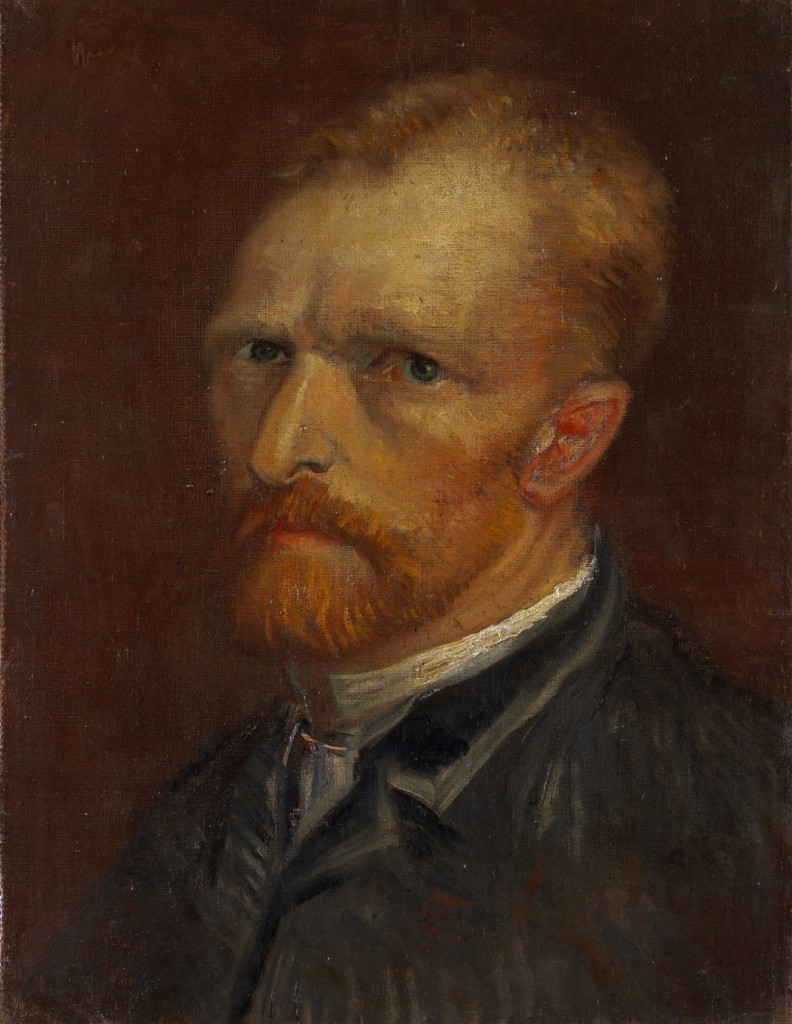
صورة ذاتية ، خريف 1886، باريس
- ملف:Gemeentemuseum Den Haag ، لاهاي (F187v)
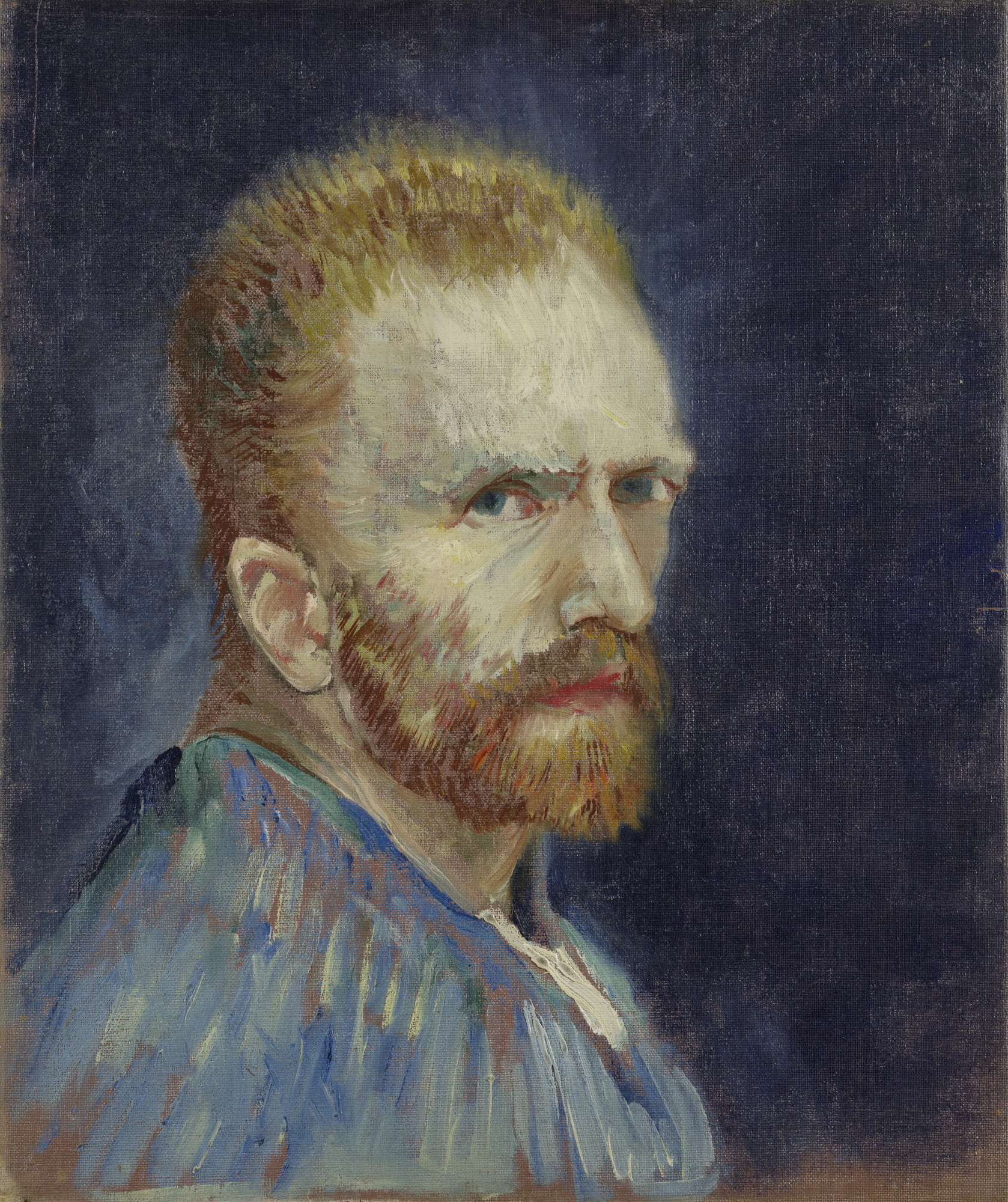
صورة ذاتية ، شتاء 1886/1887
- ملف:وادزورث أثينيوم ، هارتفورد (F268)
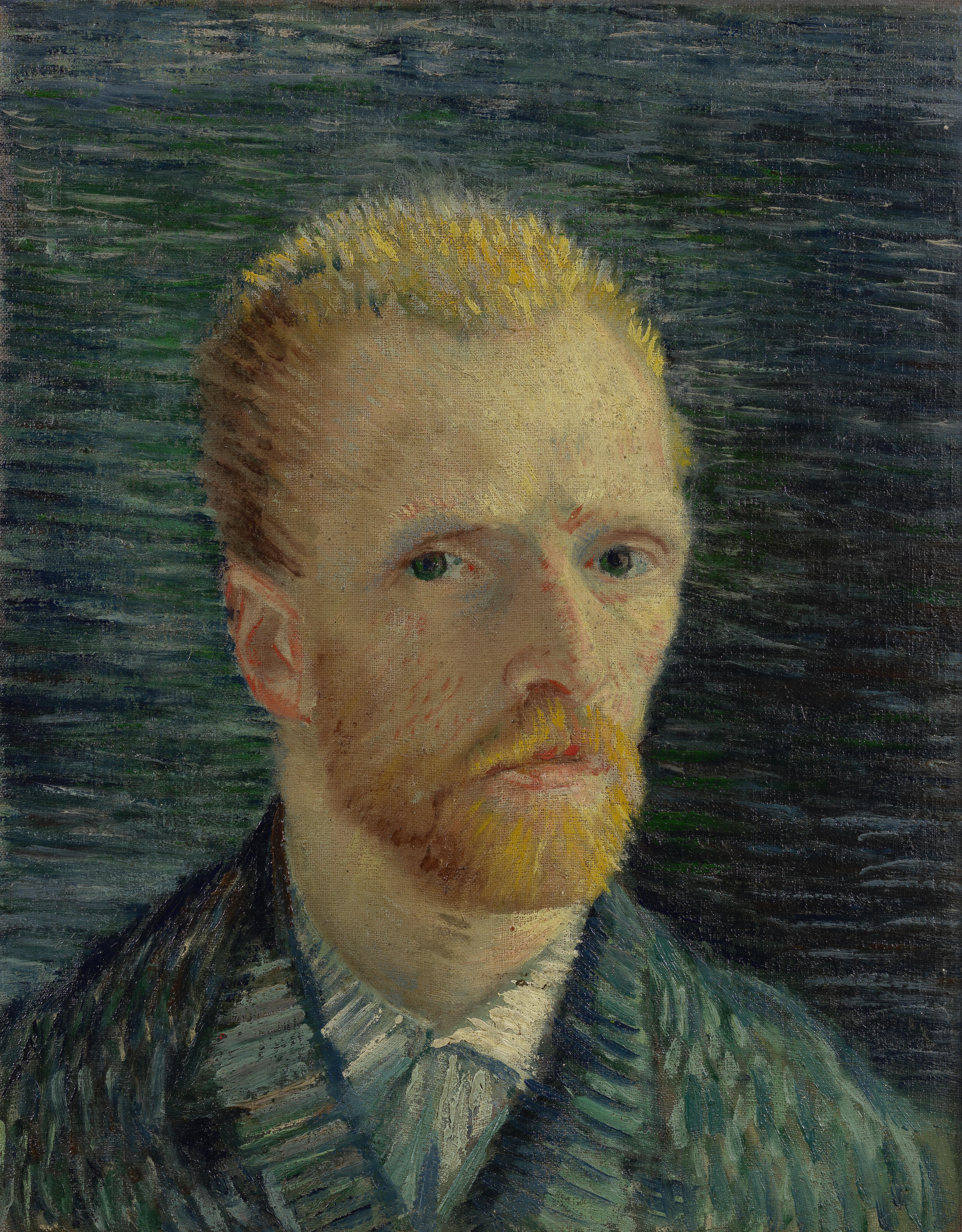
صورة ذاتية ، شتاء 1886/1887
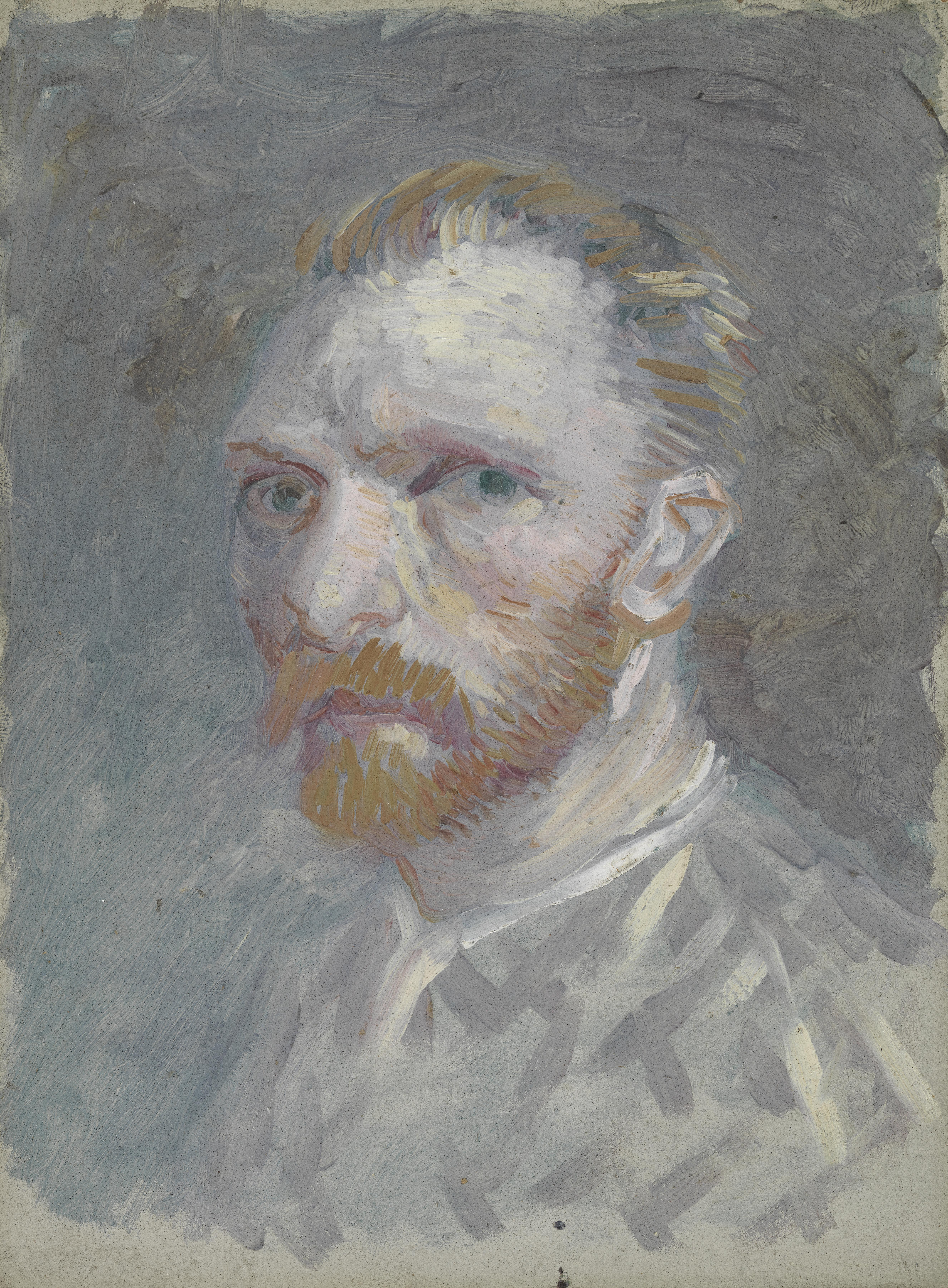
صورة ذاتية ، شتاء 1886/1887
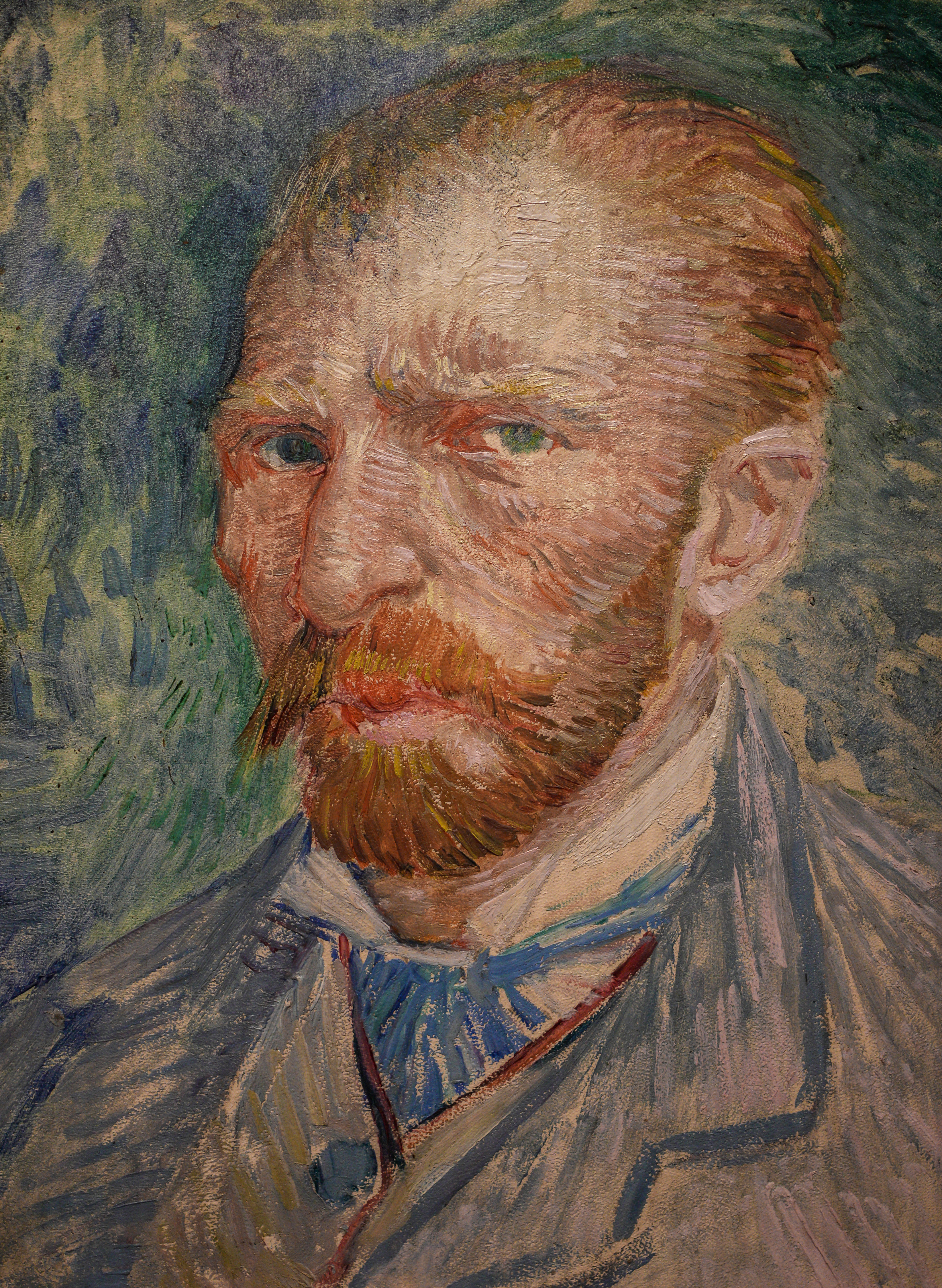
صورة ذاتية ، شتاء 1886/1887
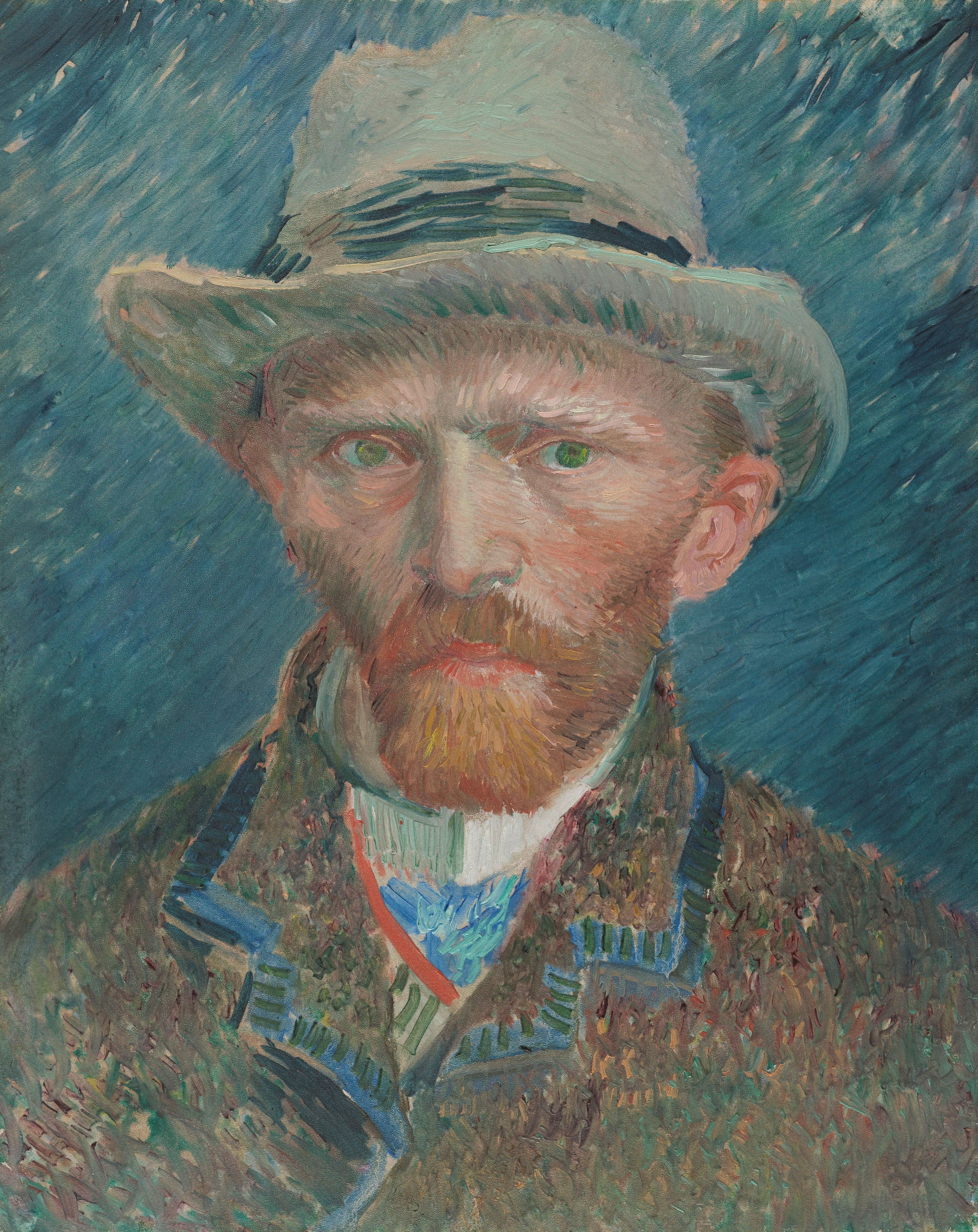
صورة ذاتية ، 1887
- ملف:زيت على كرتون، 42 سم × 34 سم

### باريس 1887

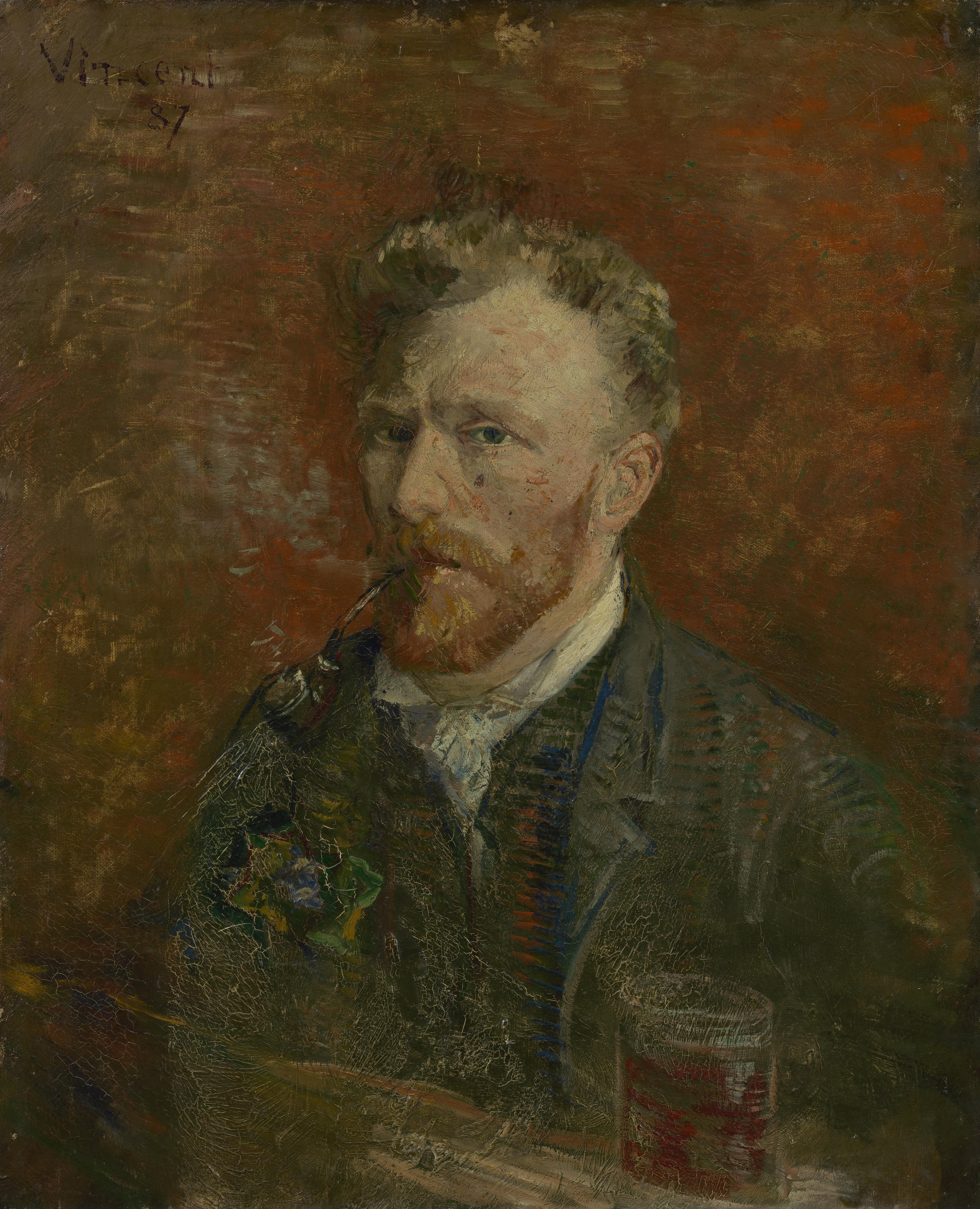
صورة ذاتية مع غليون وزجاج ، 1887
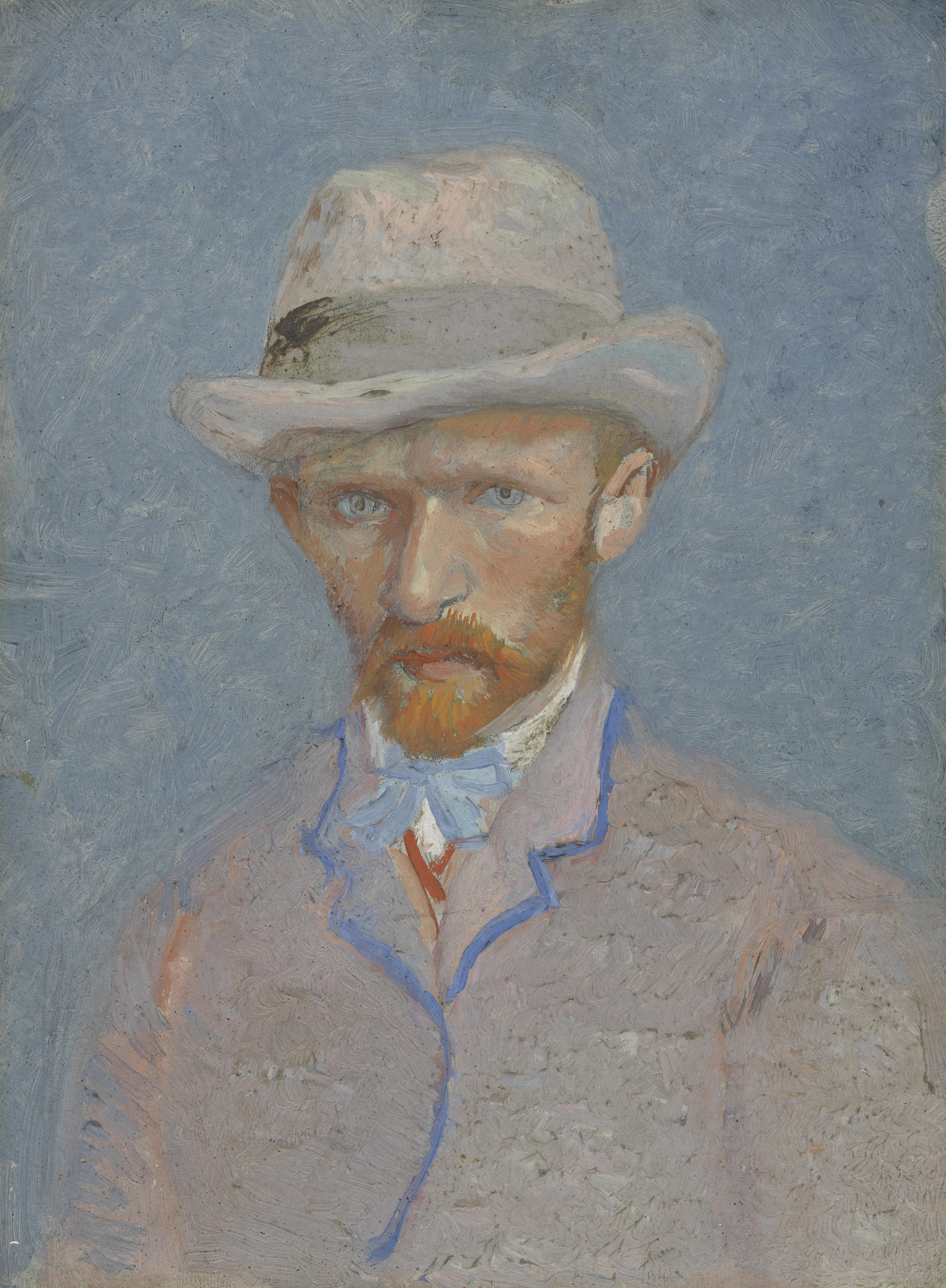
صورة ذاتية مع قبعة من اللباد الرمادي ، مارس/أبريل 1887
- ملف:زيت على كرتون، 19 × 14 سم
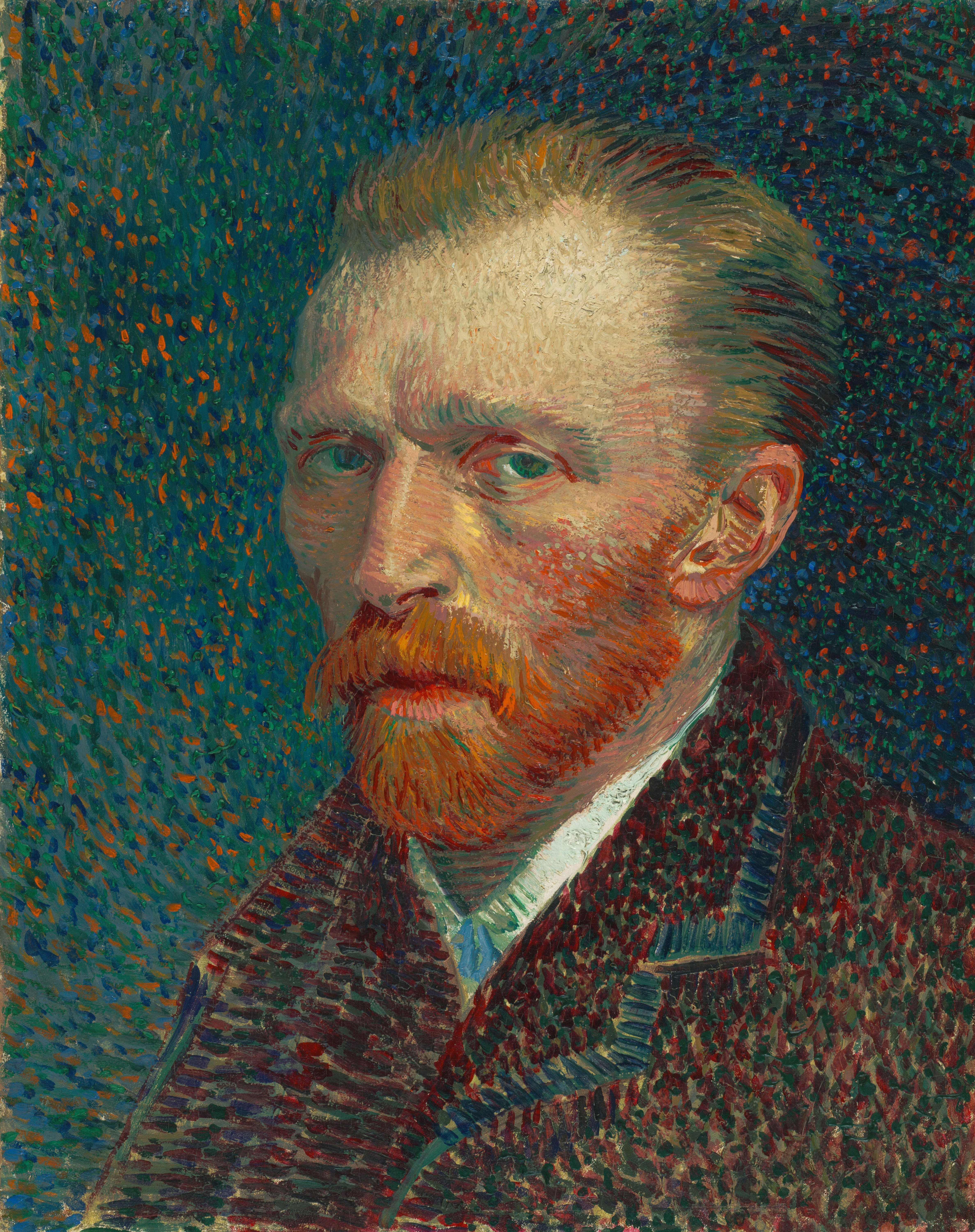
صورة ذاتية ، 1887
- ملف:زيت على لوحة فنية، مثبتة على لوحة مهد، 41 × 32.5 سم
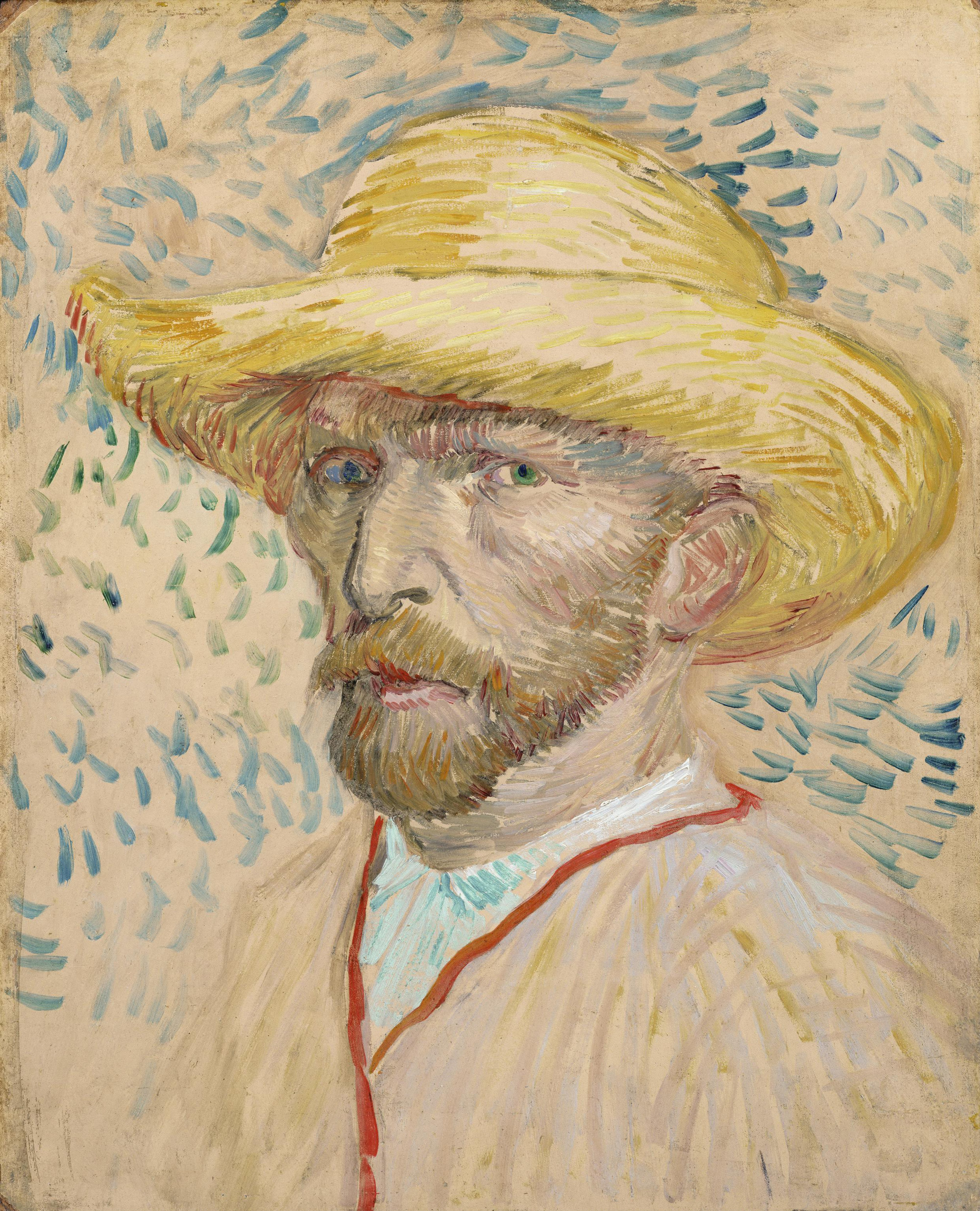
صورة ذاتية مع قبعة القش ، صيف 1887
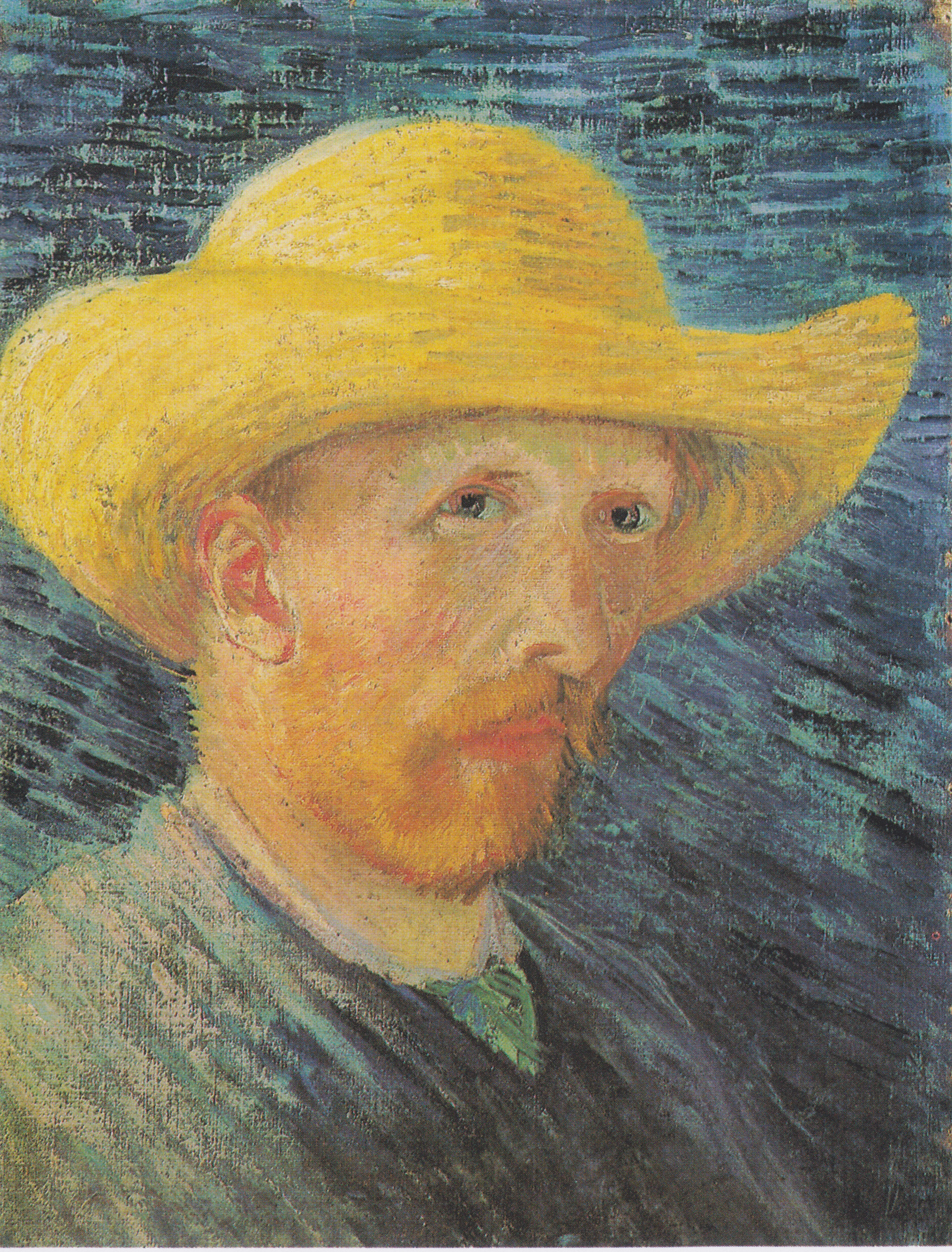
صورة ذاتية مع قبعة القش (الصورة العكسية)، 1887
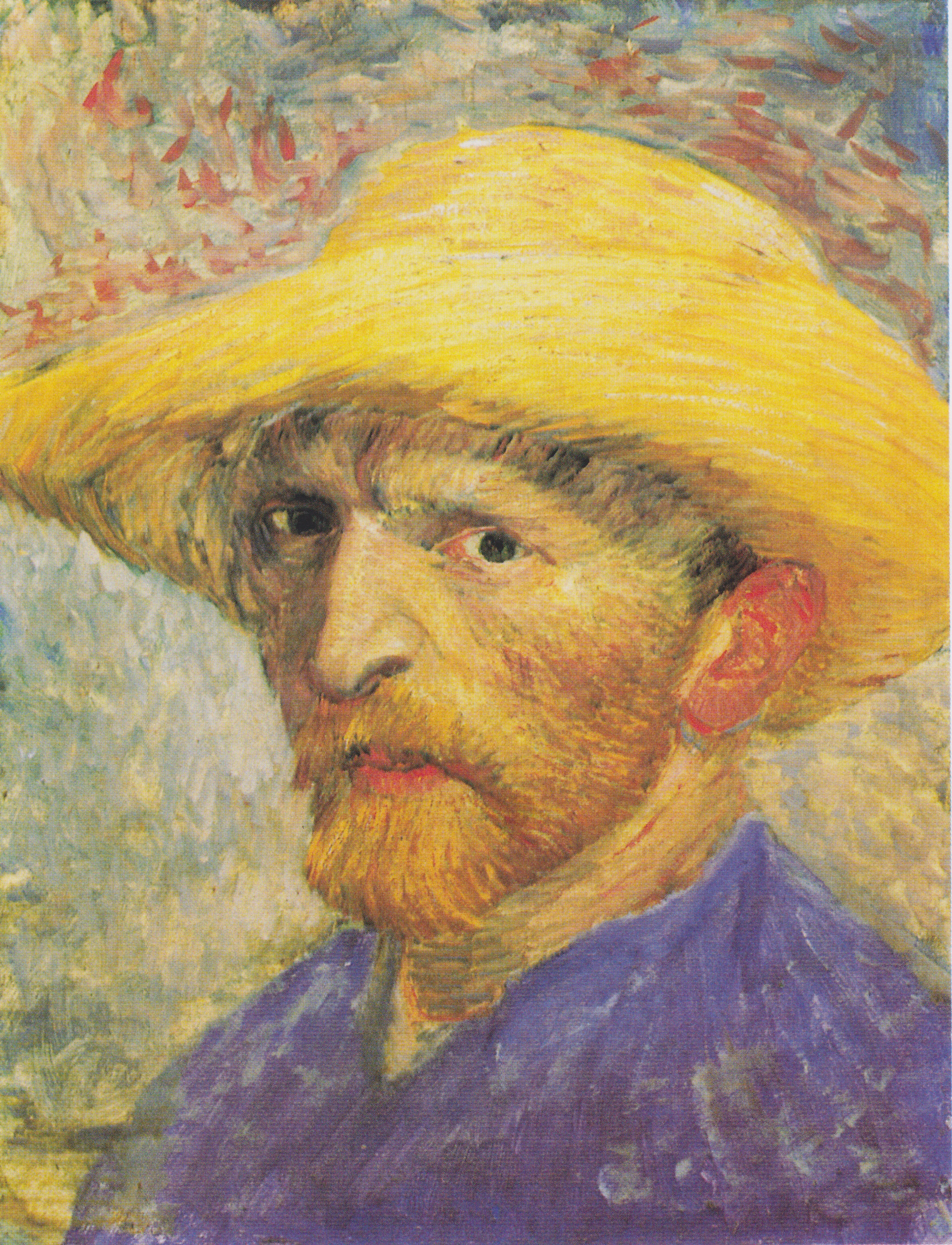
صورة ذاتية مع قبعة القش ، صيف 1887
- ملف:زيت على كرتون، 34.9 × 26.7 سم
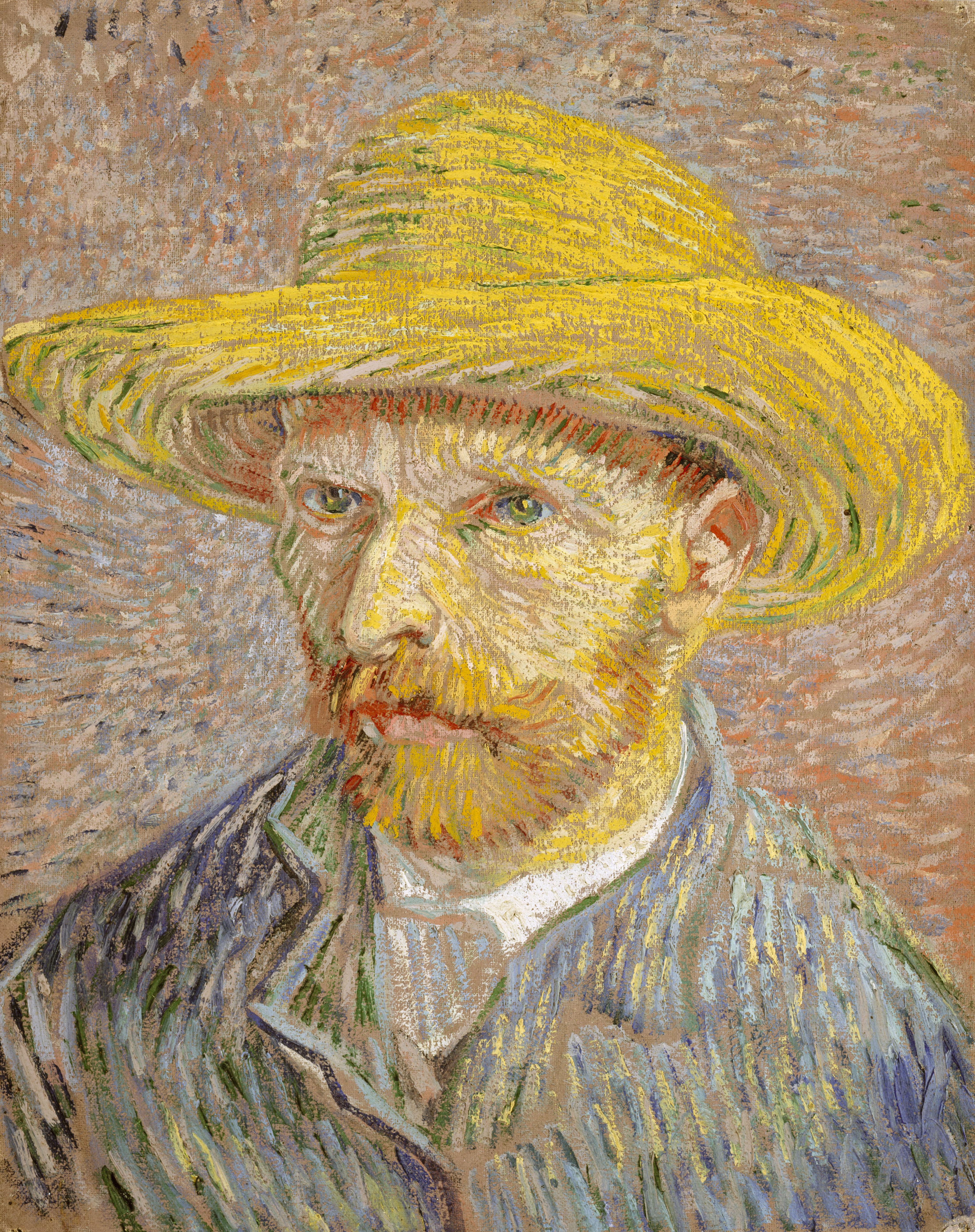
صورة ذاتية مع قبعة القش ، 1887
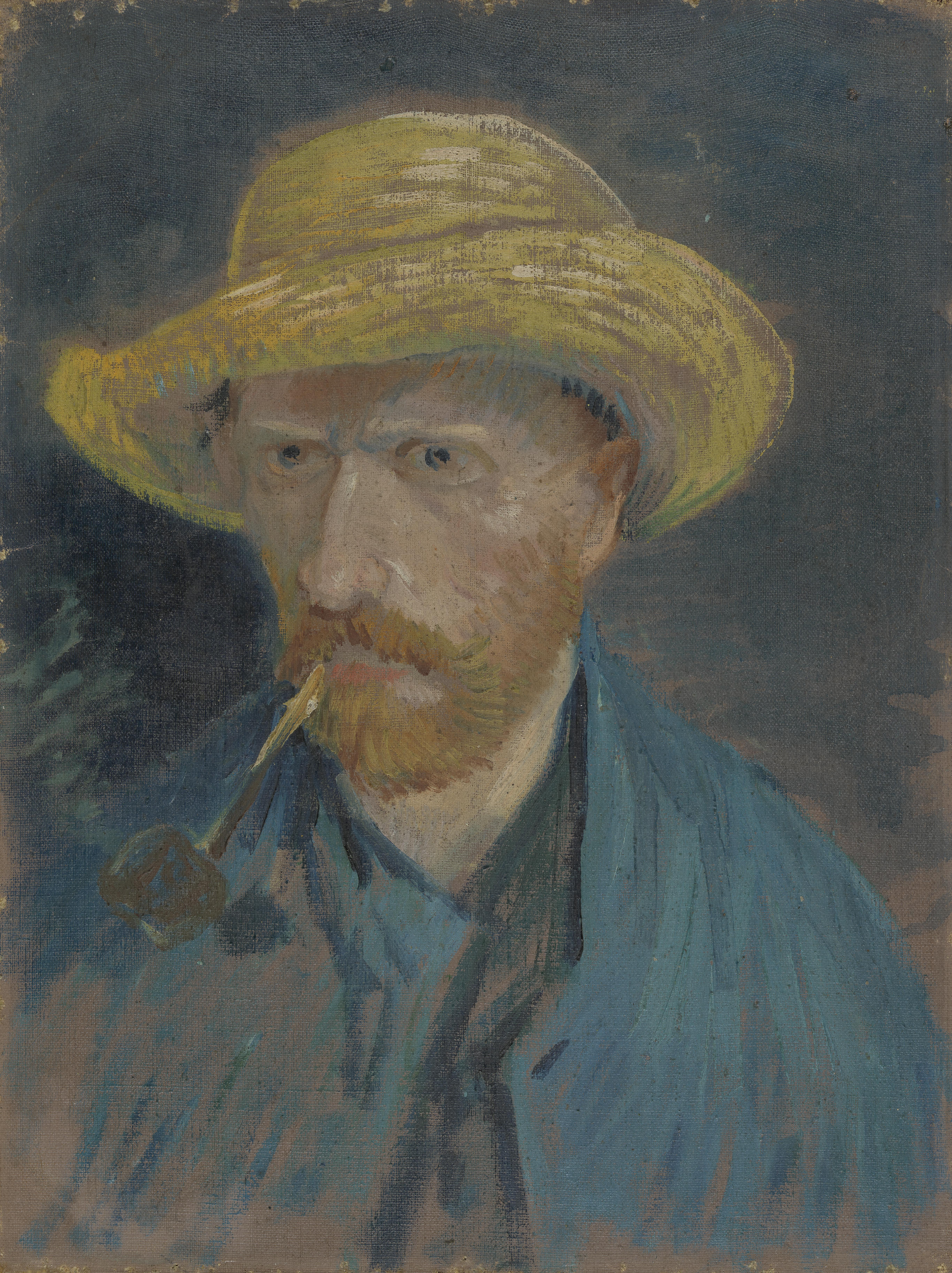
صورة ذاتية مع قبعة من القش وغليون (الصورة العكسية)، 1887
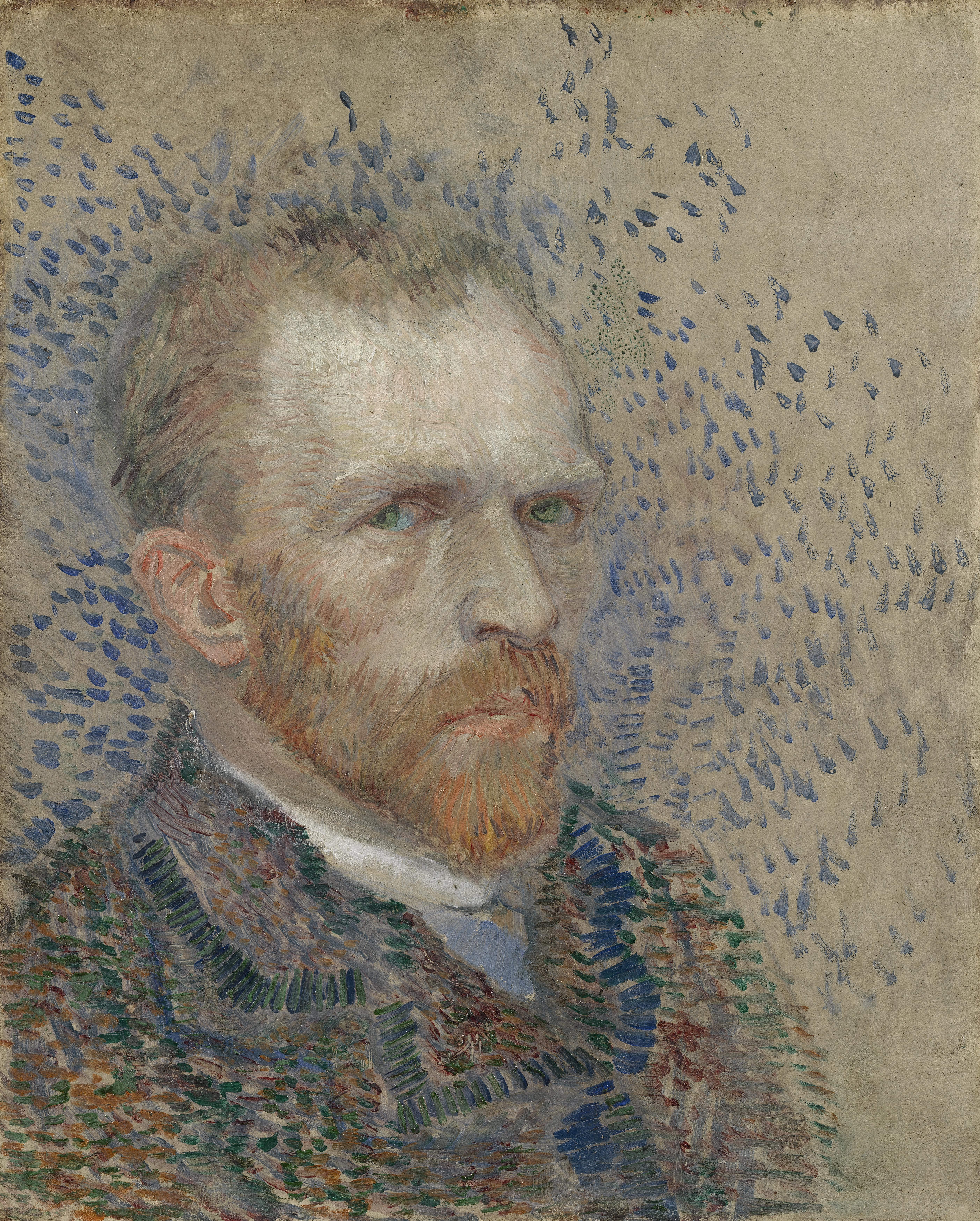
صورة ذاتية ، صيف 1887
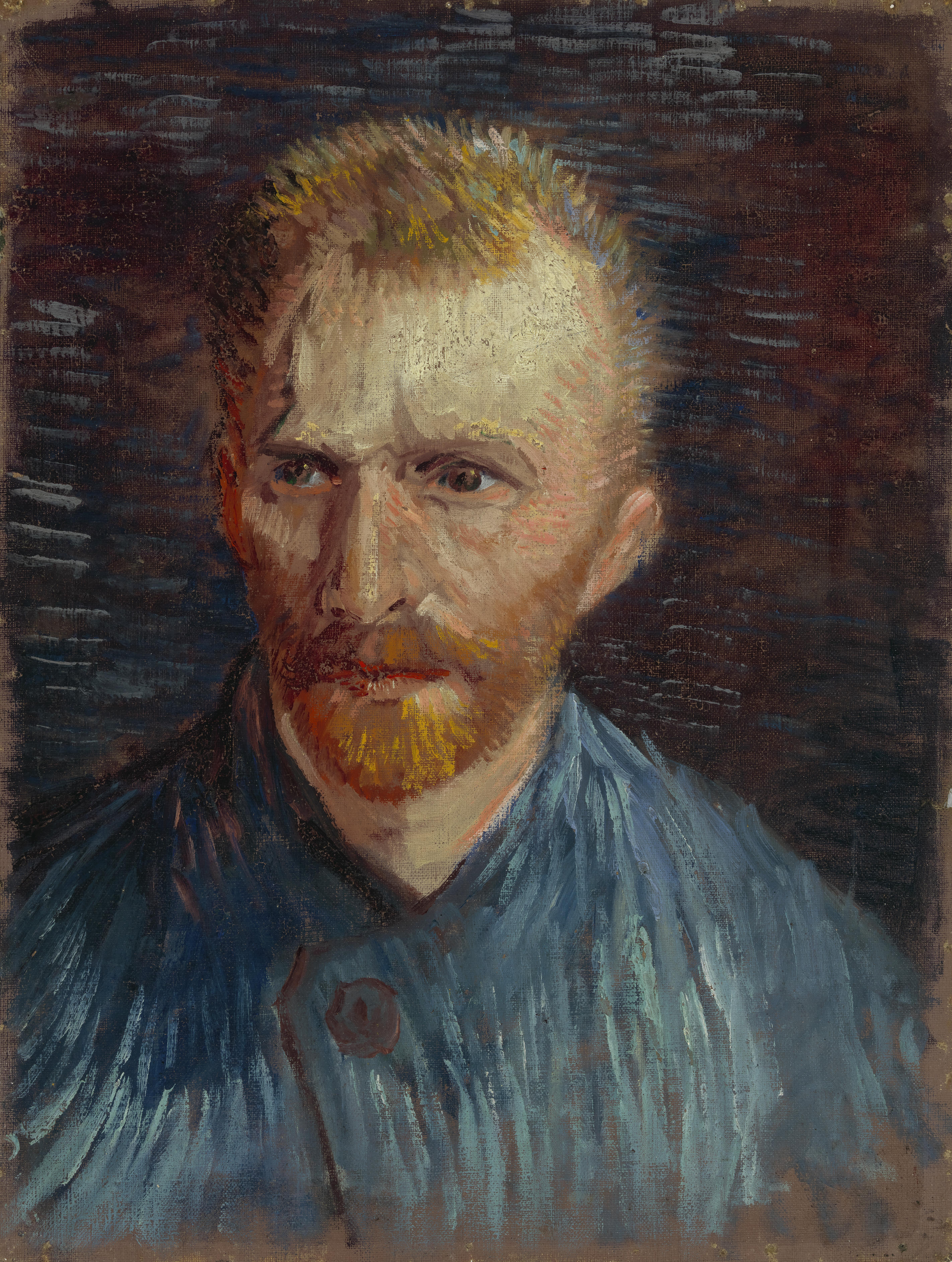
صورة ذاتية ، صيف 1887، باريس
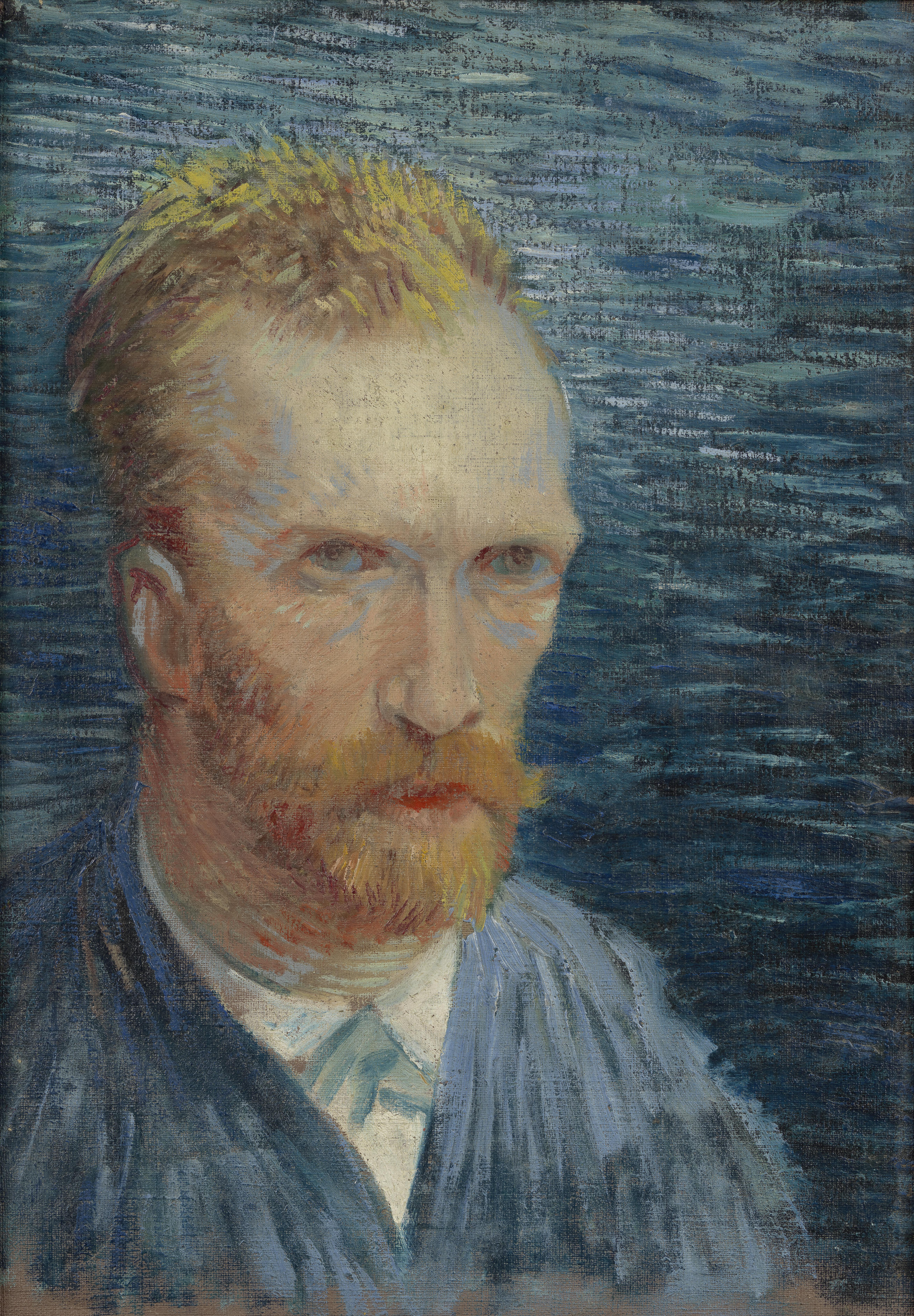
صورة ذاتية ، صيف 1887، باريس
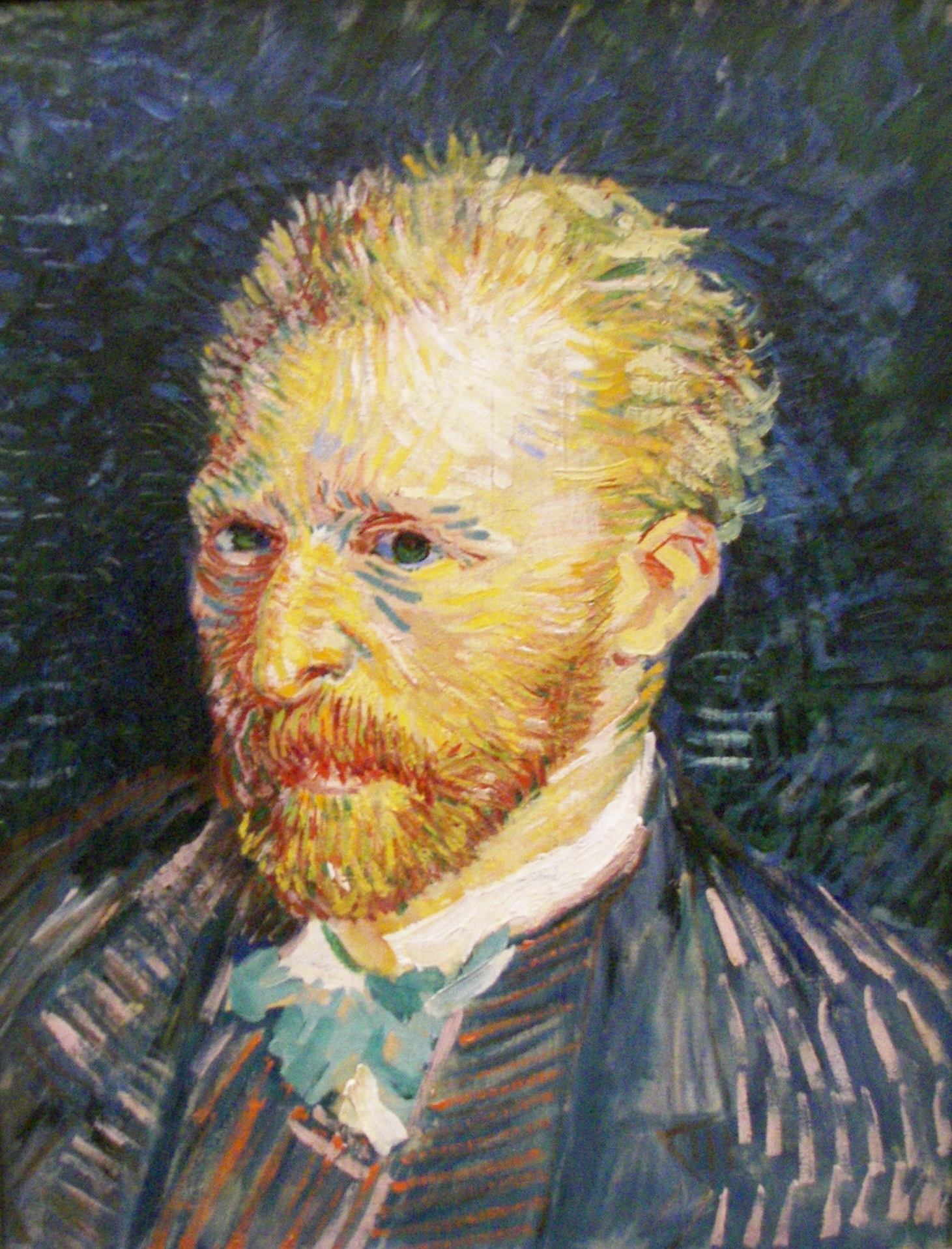
صورة ذاتية ، خريف 1887
- ملف:زيت على قماش، 47 × 35 سم
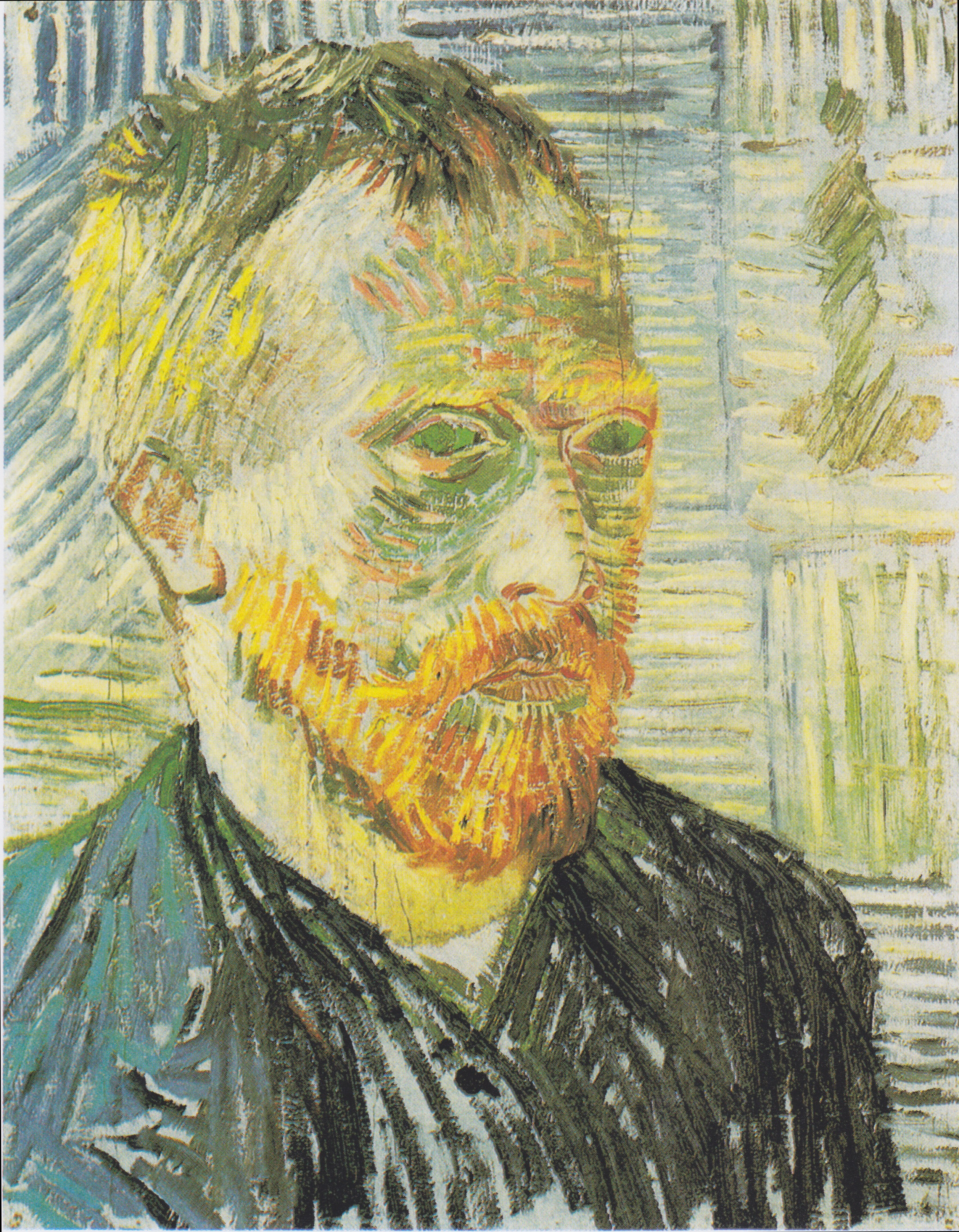
صورة ذاتية مطبوعة باليابانية ، ديسمبر 1887
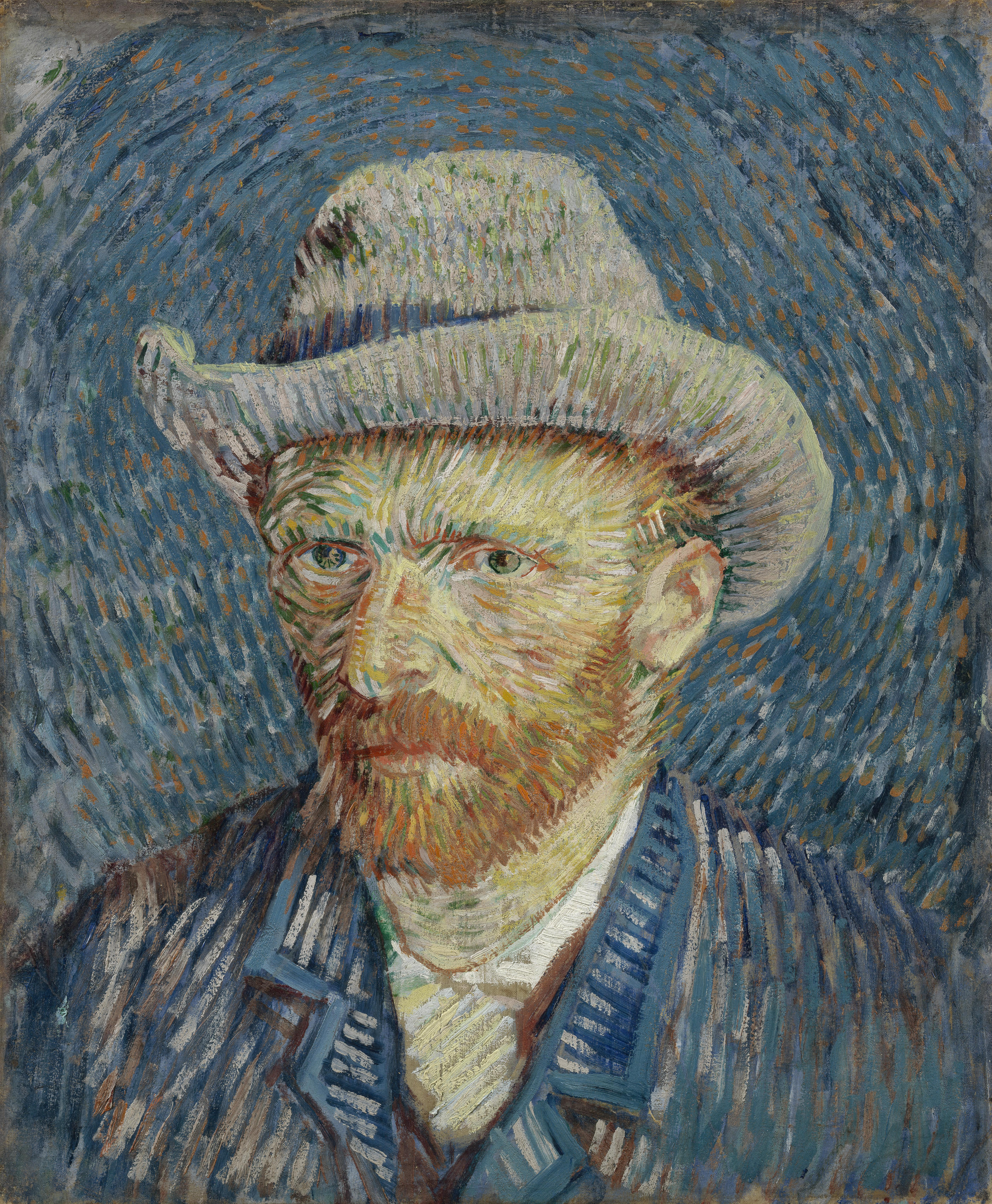
صورة ذاتية مع قبعة من اللباد الرمادي ، شتاء 1887/1888
- ملف:زيت على قماش، 44 × 37.5 سم
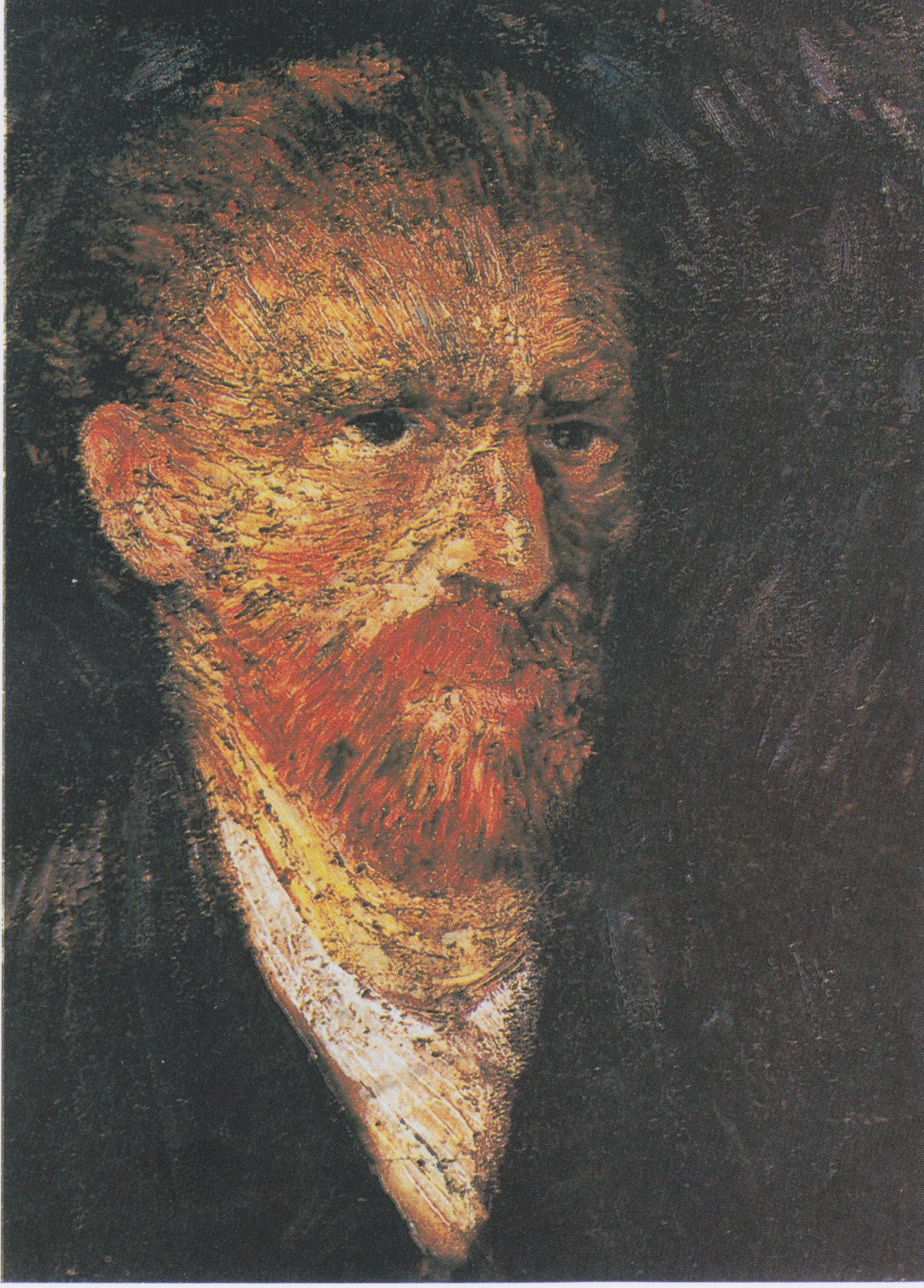
صورة ذاتية ، 1887-1888، (F1672a)
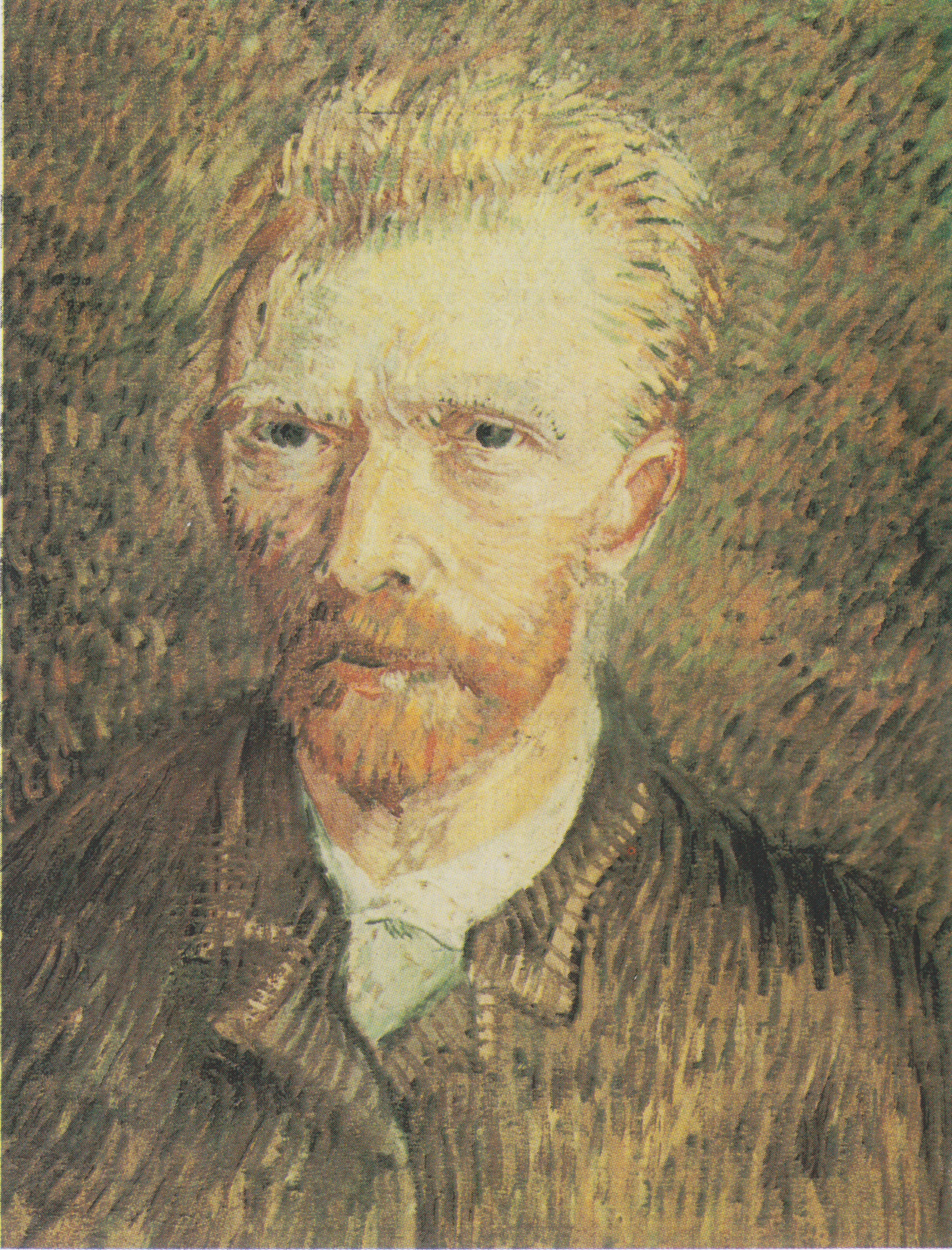
صورة ذاتية ، 1887-1888
- ملف:مؤسسة أي جي مجموعة بوهرلي ، زيورخ (F366)
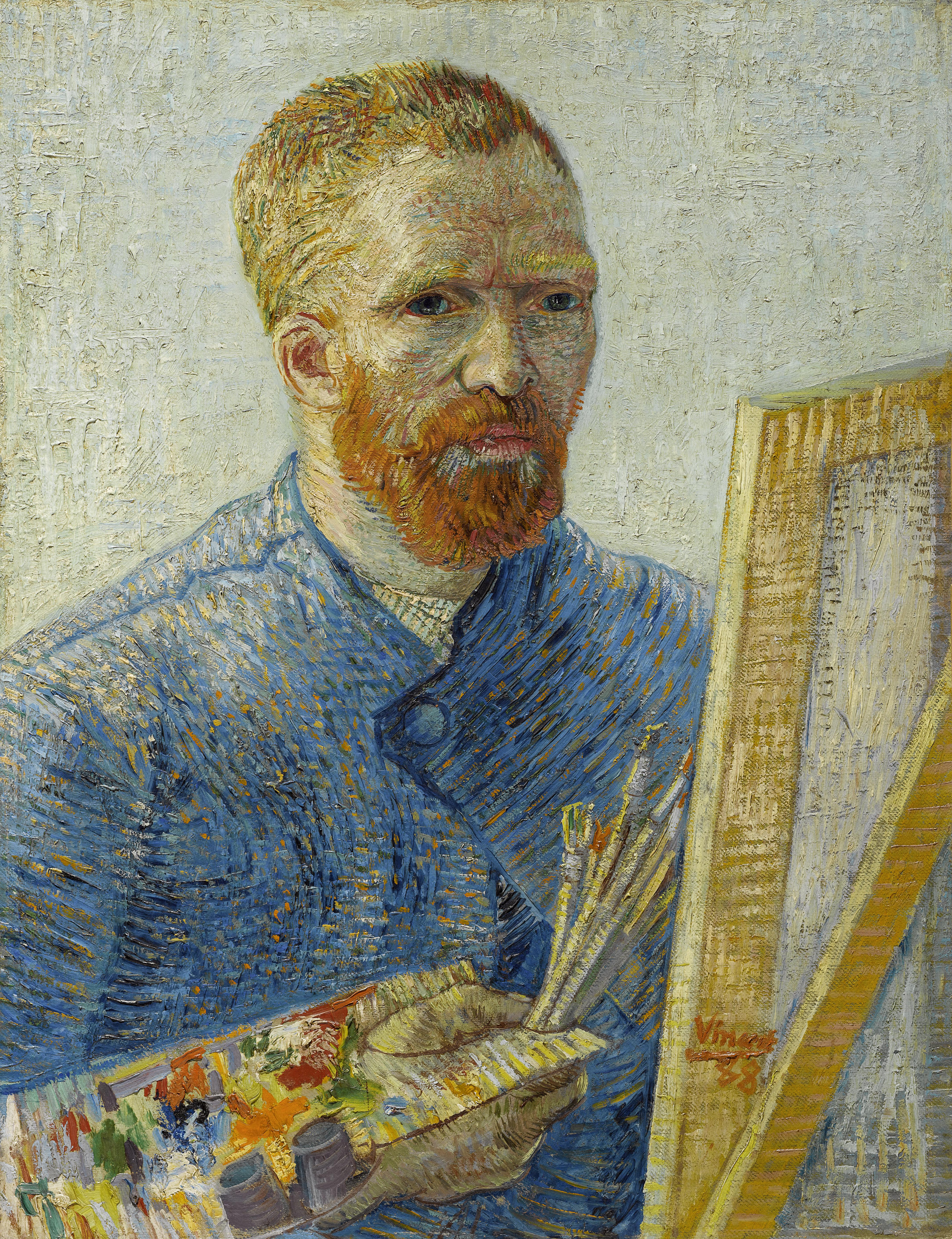
صورة ذاتية كرسام ، ديسمبر 1887 – فبراير 1888، زيت على قماش، 65.1 سم × 50 سم

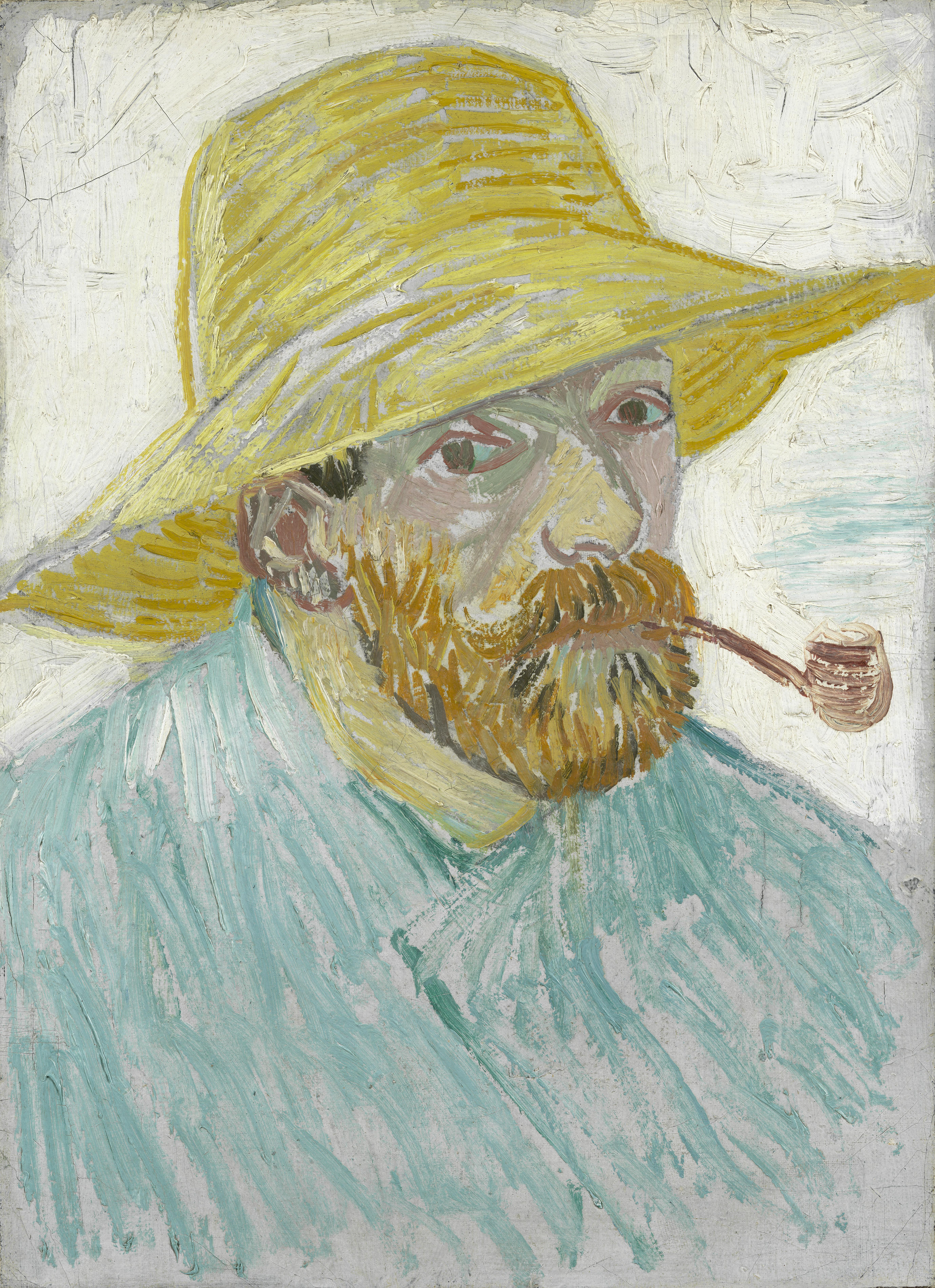
صورة ذاتية مع غليون وقبعة من القش ، صيف 1888
- ملف:زيت على كرتون، 42 × 31 سم
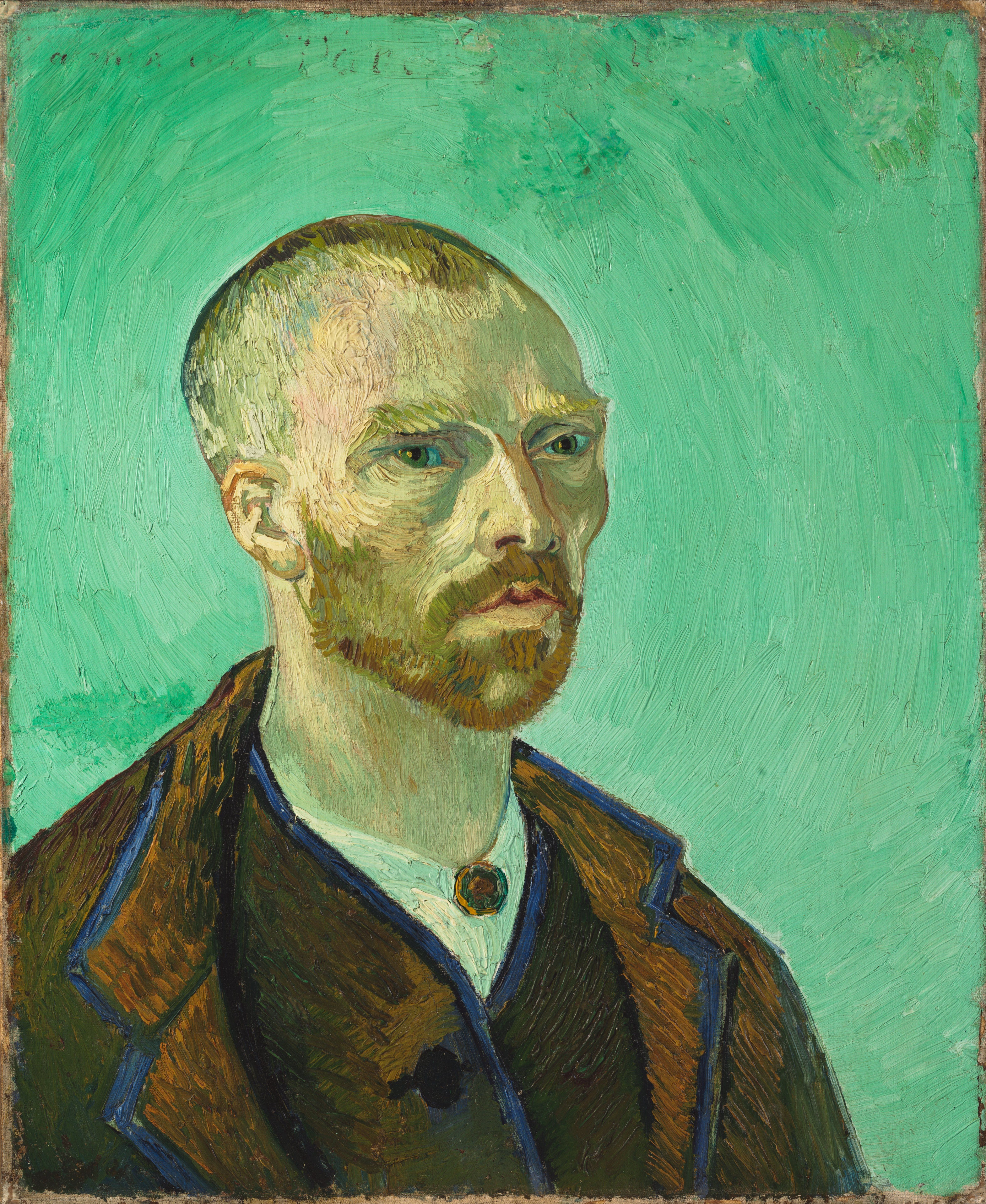
صورة ذاتية مخصصة لبول غوغان ، سبتمبر 1888
- ملف:زيت على قماش، 62 × 52 سم
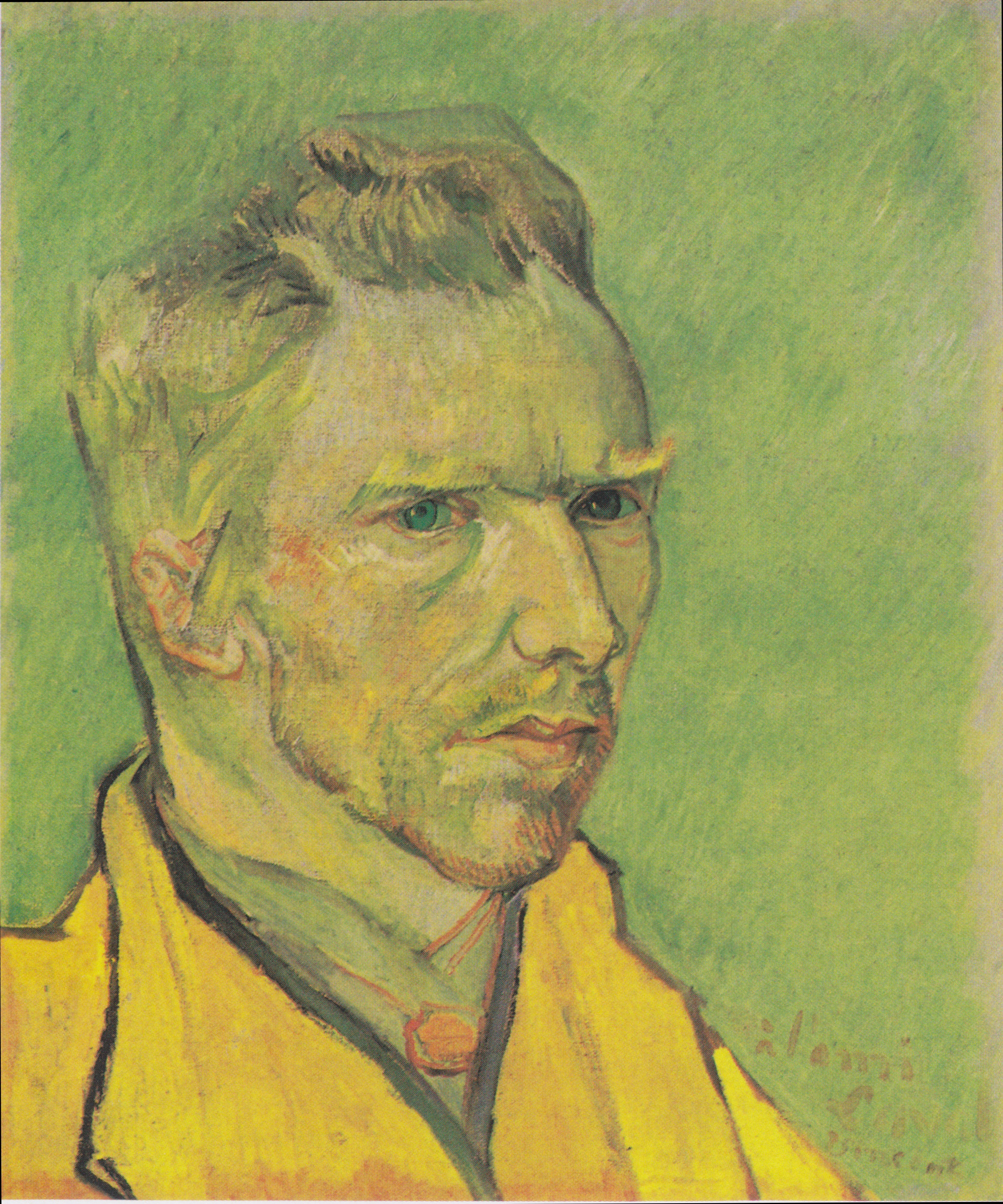
صورة ذاتية مخصصة لتشارلز لافال، آرل، نوفمبر/ديسمبر 1888
- ملف:مجموعة خاصة (F501)
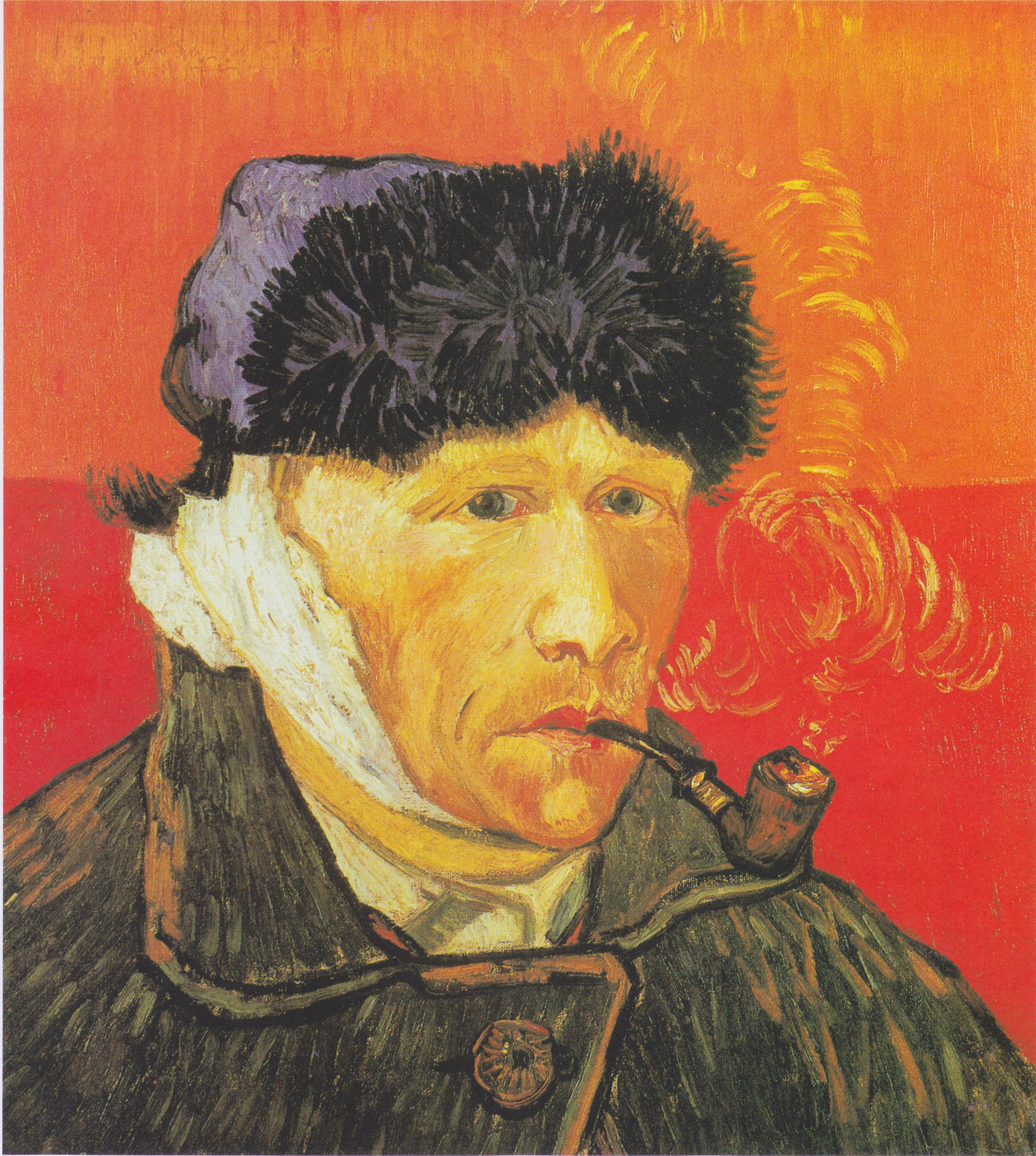
صورة ذاتية مع أذن مضمدة ، يناير 1889
- ملف:زيت على قماش، 51 × 45 سم
- ملف:مجموعة خاصة (F529)
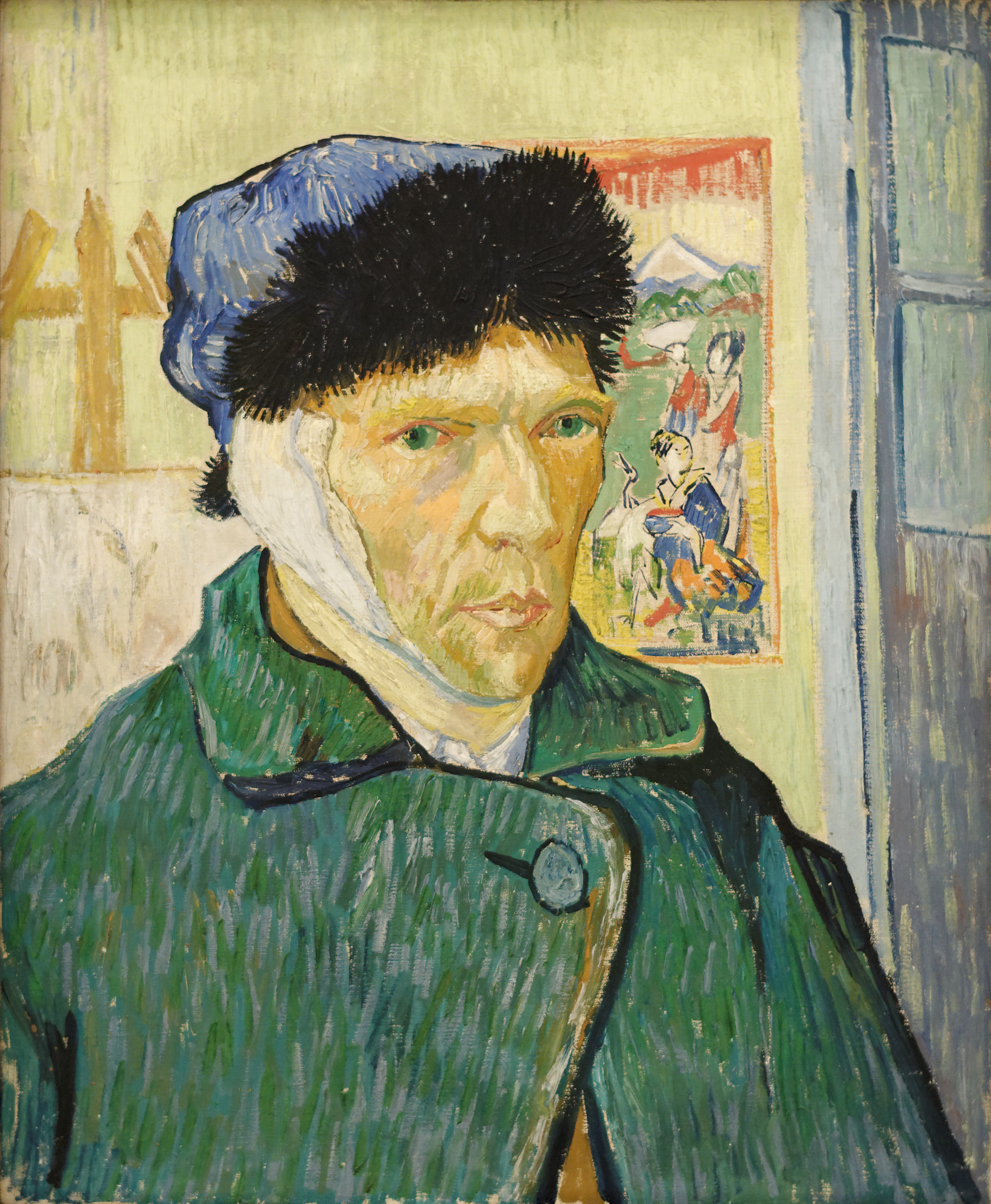
صورة ذاتية مع أذن مضمدة ، حامل وطباعة يابانية ، يناير 1889
- ملف:زيت على قماش، 60 × 49 سم
- ملف:معرض معهد كورتولد ، لندن (F527)
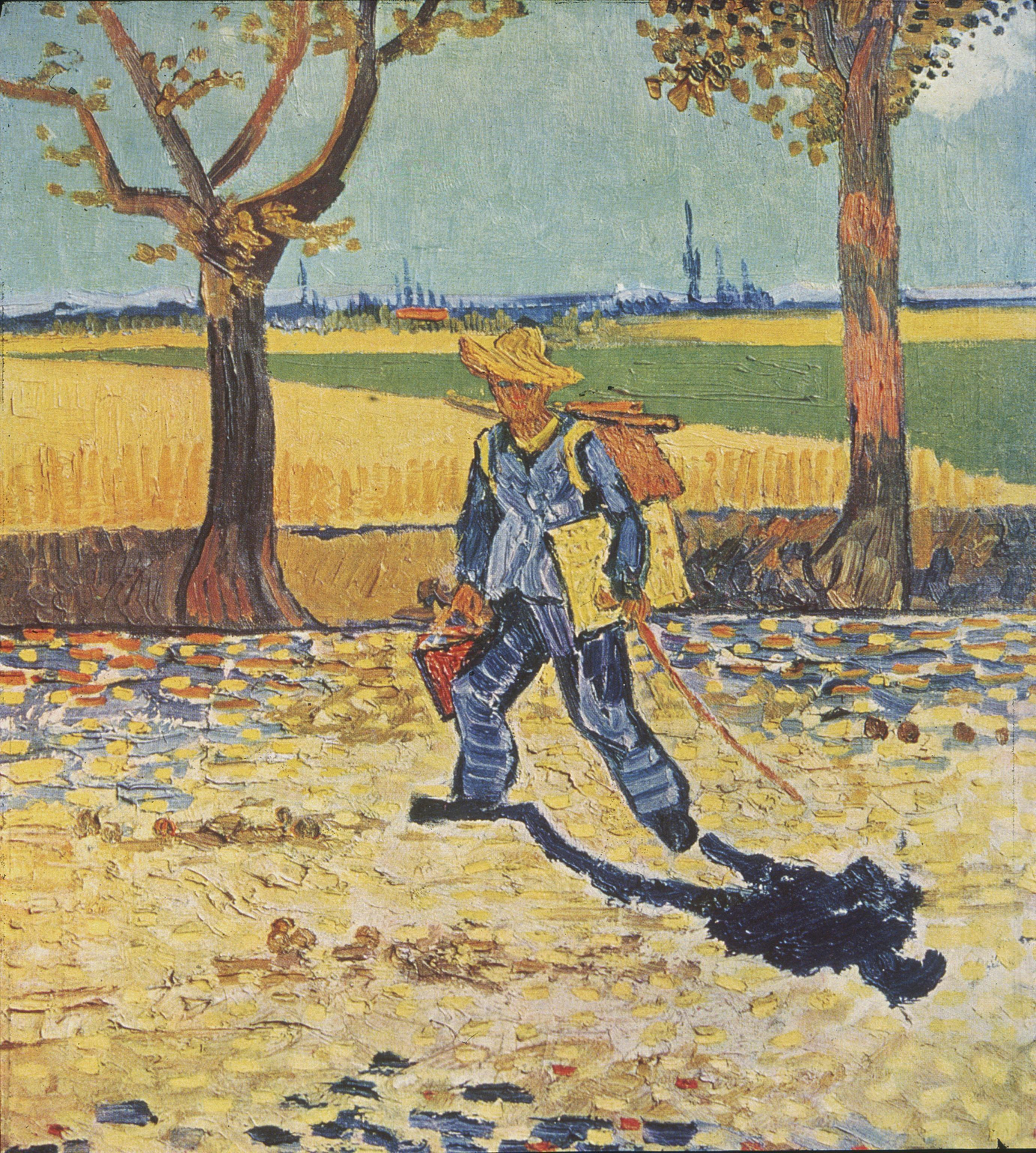
رسام في طريقه إلى العمل : فينسنت فان جوخ في الطريق إلى مونتمجور، أغسطس 1888 (F448)، زيت على قماش، 48 × 44 سم، ويعتقد أنه تم تدميره بالنيران في الحرب العالمية الثانية

### أوفير سور أواز
لم يقم فان جوخ برسم أي صورة ذاتية في أوفير سور أواز، خلال الأسابيع الأخيرة من حياته.

## مزيفة

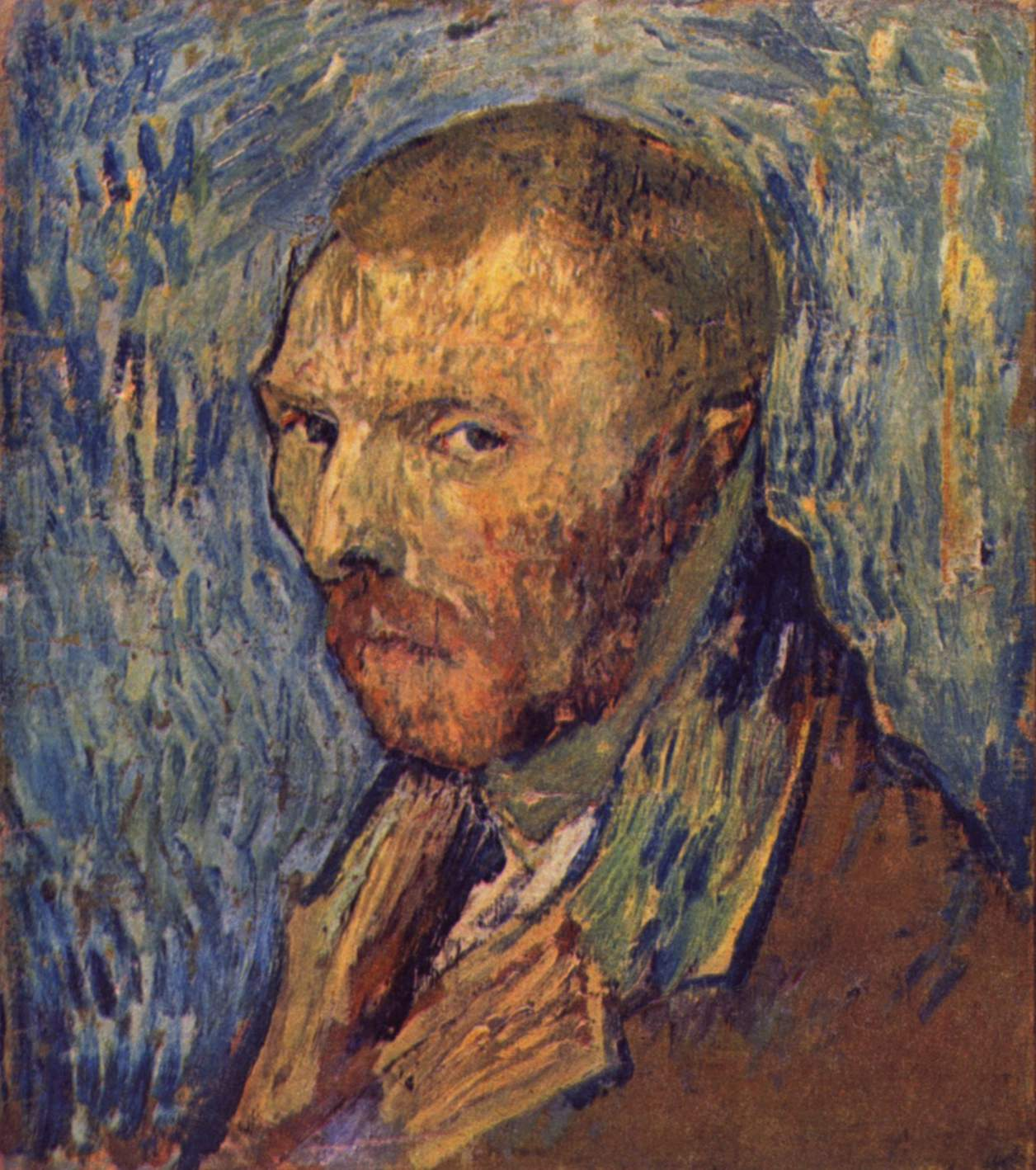
بورتريه ذاتي، à l'oreille Mutilée ، 1889؟ (ف528)
زيت على قماش، 40 × 31 سم
المعرض الوطني ، أوسلو

في الفترة التي تم فيها نشر كتالوجه الفني "Catalogue raisonné"، اضطر جاكوب بارت دي لا فاي إلى الإقرار بأنه قد أدرج لوحات من مصادر مشبوهة وبجودة غير مؤكدة. وبعد فترة وجيزة، وتحديدًا في عام 1930، قام باستبعاد حوالي ثلاثين لوحة كان قد ضمها سابقًا إلى كتالوجه، إلى جانب مئة لوحة أخرى سبق أن استبعدها. ومن بين الأعمال التي رفضها لاحقًا، كانت البورتريهات الذاتية ولوحة "عباد الشمس" تحظى بمكانة بارزة. وفي عام 1970، اعتبر محررو المخطوطة التي نشرت بعد وفاته أن معظم هذه البورتريهات الذاتية المشكوك فيها مزيفة، إلا أنهم لم يتمكنوا من حل جميع الخلافات، وخاصة فيما يتعلق بإحدى اللوحات.